# Brevity Code (NATO)
Brevity Codes (auch: Brevity Words) der NATO sind Worte, mit deren Hilfe Informationen, Befehle und Fragen kurz und knapp übermittelt werden können (siehe auch: Brevity Code). Diese standardisierten Codewörter werden auch bei der Schweizer Luftwaffe benutzt, nachdem diese 1998 vom Bambini-Code auf den bei der NATO eingeführten Brevity Code gewechselt hat. Die Codewörter werden bei der Sprachkommunikation vornehmlich über Funk verwendet. Sie sind für den Einsatz auf der taktischen Ebene bei Land-, Luft- und Seestreitkräften bestimmt.
Die Brevity Codes der NATO wurden bis in die 1990er Jahre in der eingestuften Allied Communications Publication (ACP) 165 „Operational Brevity Codes“ veröffentlicht. Diese Vorschrift wurde durch die in der aktuellen Version ebenfalls nicht offen erhältliche Allied Procedural Publication (APP) 7 „Joint Brevity Words Publication“ ersetzt. Nahezu identisch mit dem NATO-Dokument ist die US-amerikanische Vorschrift „Multi-Service Tactics, Techniques, and Procedures for Multi-Service Brevity Codes“, die in einer nicht aktuellen Version online veröffentlicht wurde. Dieses Dokument ist Grundlage der nachfolgenden Liste von Brevity Words.

## Codewörter

### A

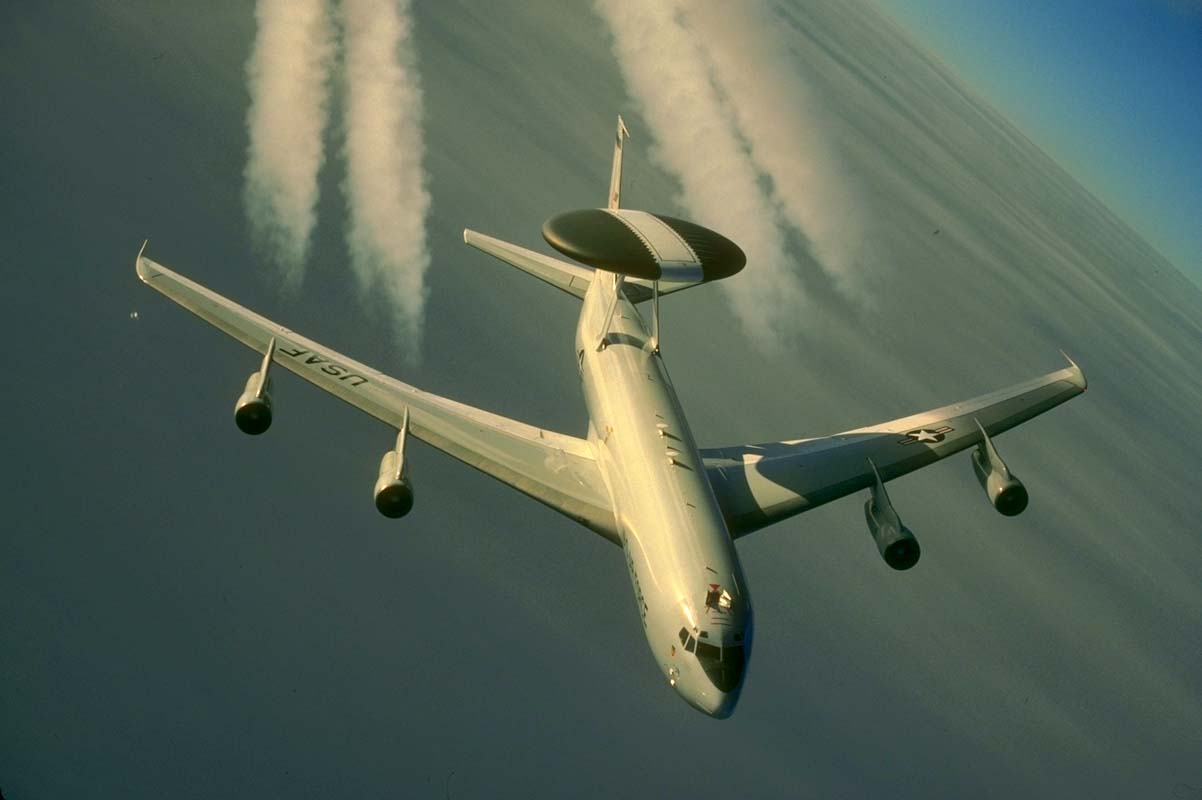
Anyface

AbortAnweisung einen Angriff vor Auslösen der Waffen bzw. eine Mission abzubrechen. (Oft in Verbindung mit einem Authentisierungscode).
Aborting/AbortedInformation, dass Aktion abgebrochen wird.
ActionAnweisung, ein gebrieftes Manöver auszuführen.
ActiveEin Emitter sendet.
AlarmAnweisung oder Information, dass Sendeverbot/-einschränkung aufgehoben ist bzw. nicht mehr eingehalten wird.
Alpha checkBitte um Bestätigung von Richtung und Entfernung eines definierten Punktes relativ zur aktuellen Position des freundlichen Luftfahrzeuges.
AlligatorLink 11.
Anchor(ed) + Position
1. Orbit um einen spezifischen Punkt; Tankerholding.
2. Information, dass ein Luftkampf in der Nähe der angegebenen Position stattfindet.

AngelsFlughöhe in tausend Fuß (z. B. Angels Five für 5.000 ft (1500 m)).
AnyfaceAnruf für freundliche Command & Control Stelle, wenn deren Rufzeichen unbekannt ist.
ArizonaKeine Anti-Radar-Raketenbewaffnung mehr vorhanden.
As fraggedEinheit oder Element wird sich gemäß Air Tasking Order (ATO), bzw. Absprache verhalten.
Attack(ing)Luftangriff auf Bodenziele.
AuthenticateAnfrage oder Beantwortung für eine Authentifizierung per Code.
AutocatJede Kommunikationsübertragung, die automatische Weitersendungen durchführt.
(Waffe) Away

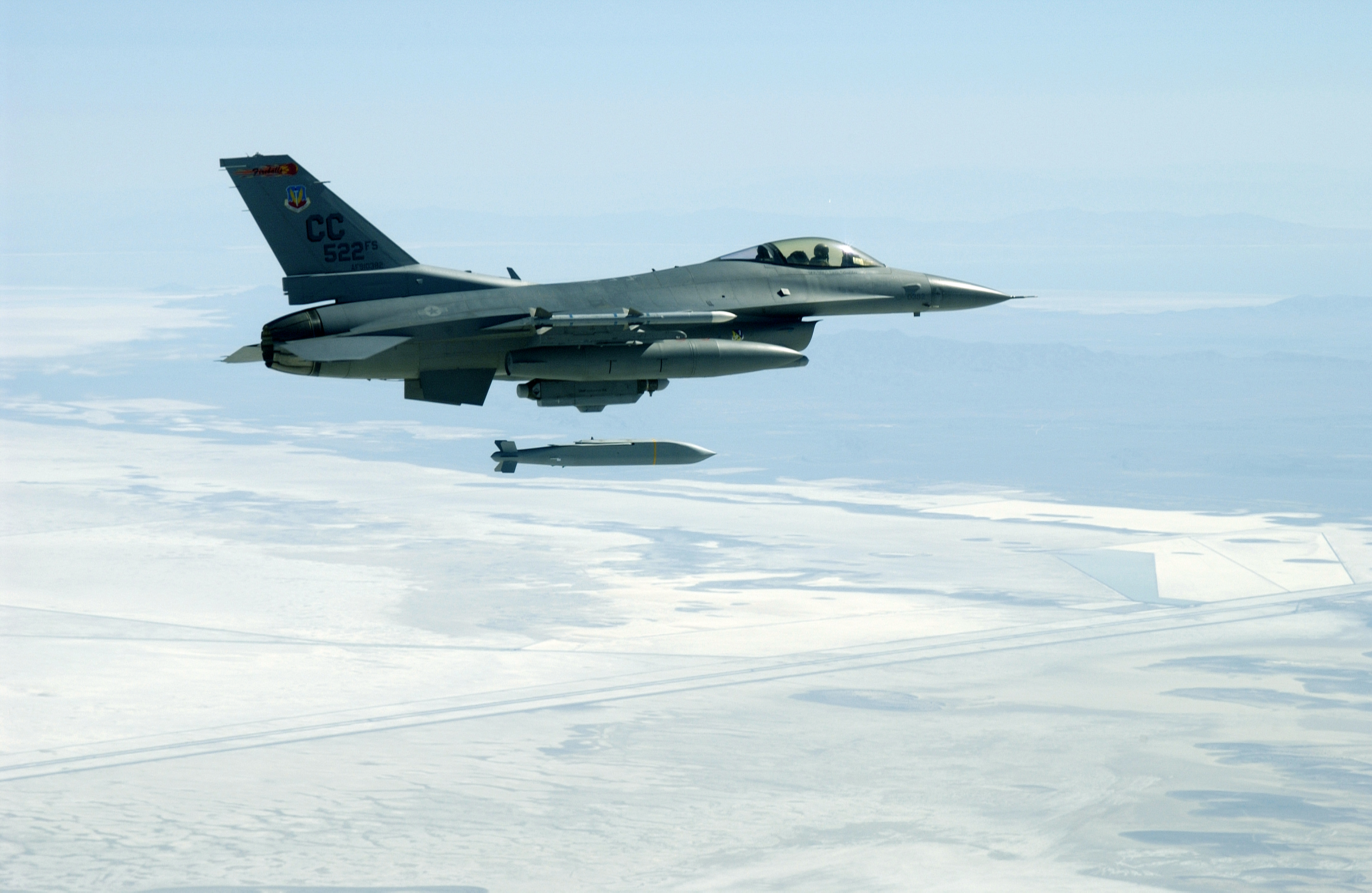
Pigs away!

1. Birds – Freundliche Boden-Luft-Rakete
2. Pigs – Freundliche Gleitwaffe
3. Long Rifle – Freundliche weitreichende Luft-Boden-Waffe

AzimuthZwei oder mehr Gruppen, die sich hauptsächlich im Azimutwinkel unterscheiden.

### B

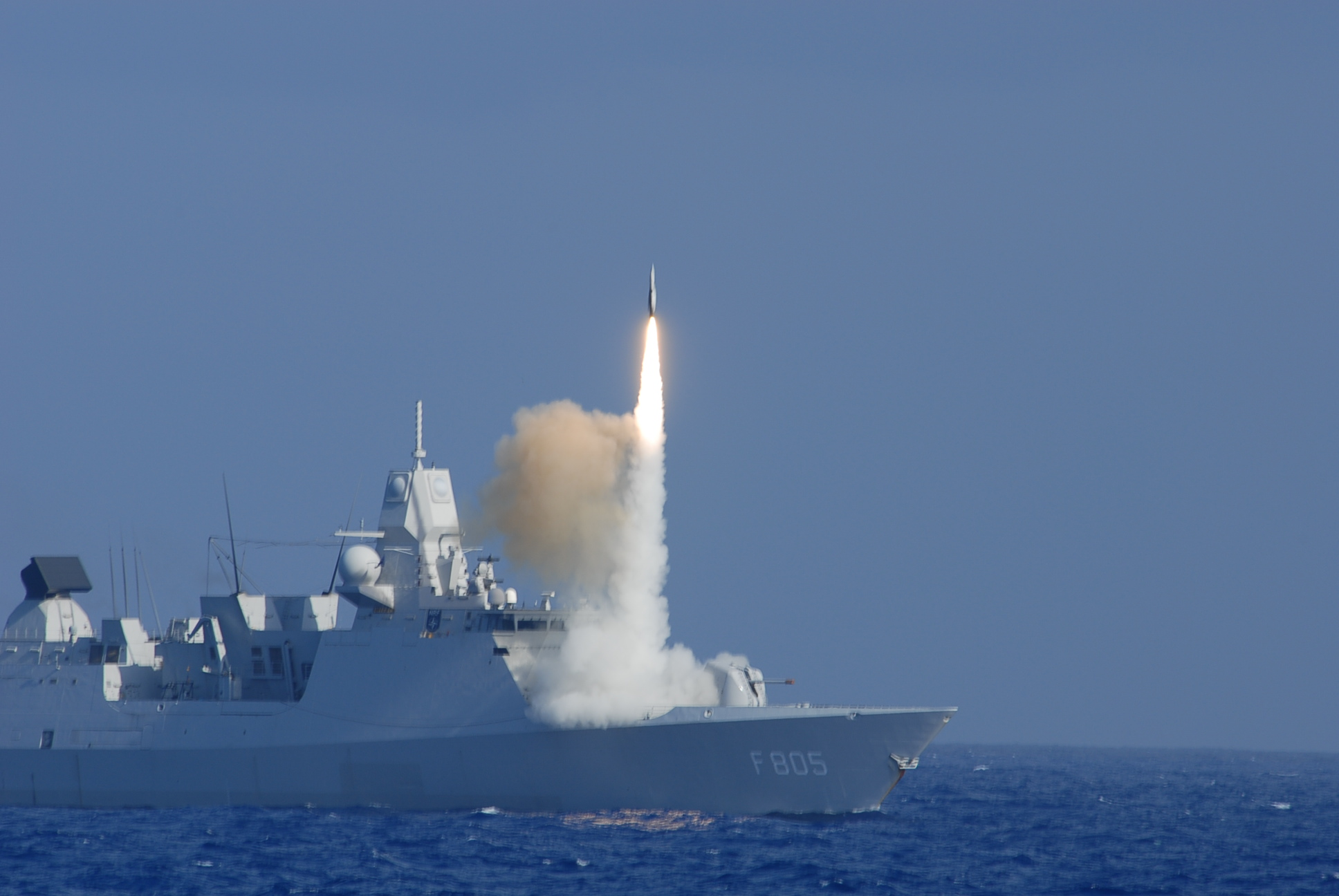
Bird away!

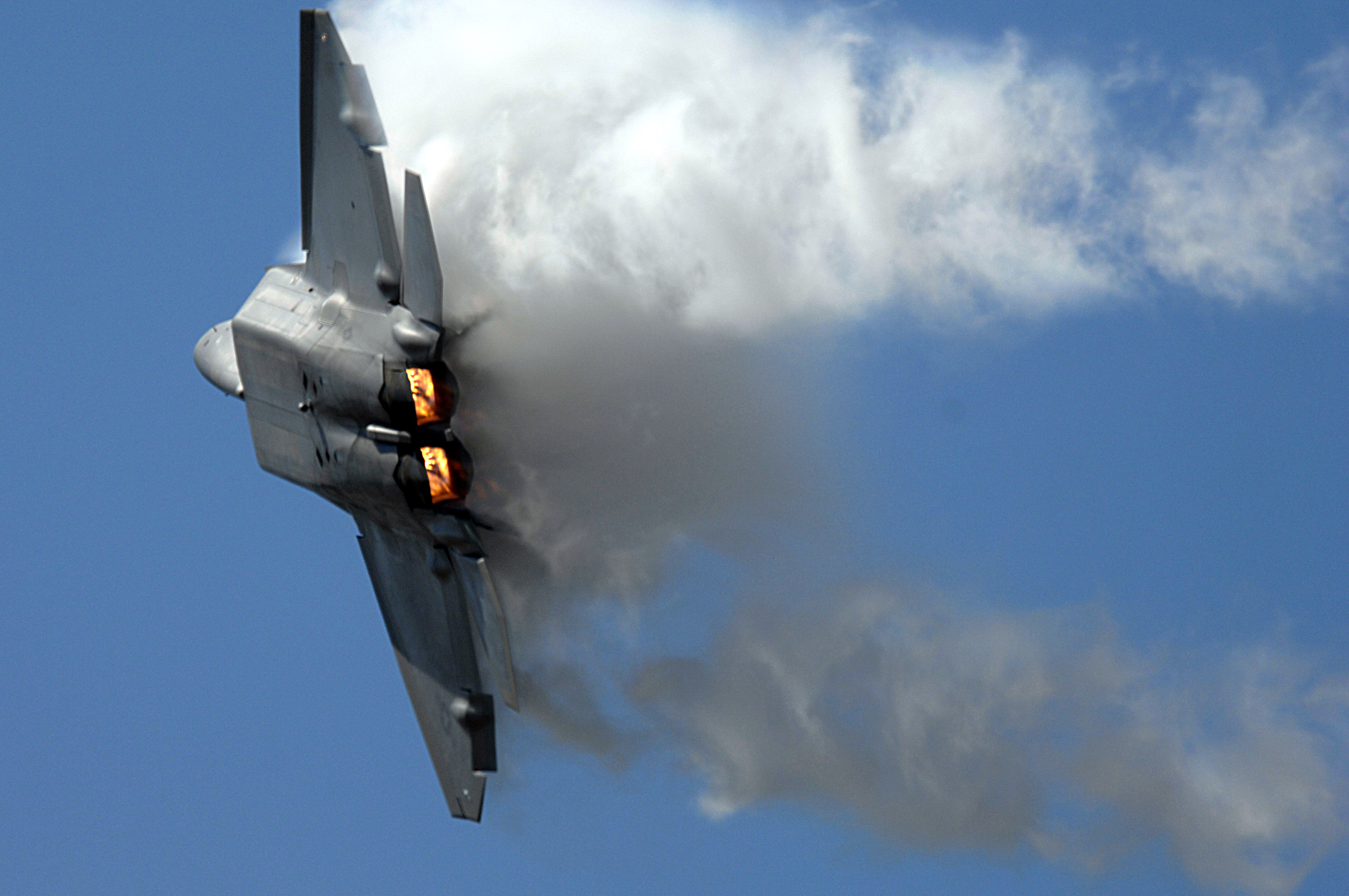
Break right!

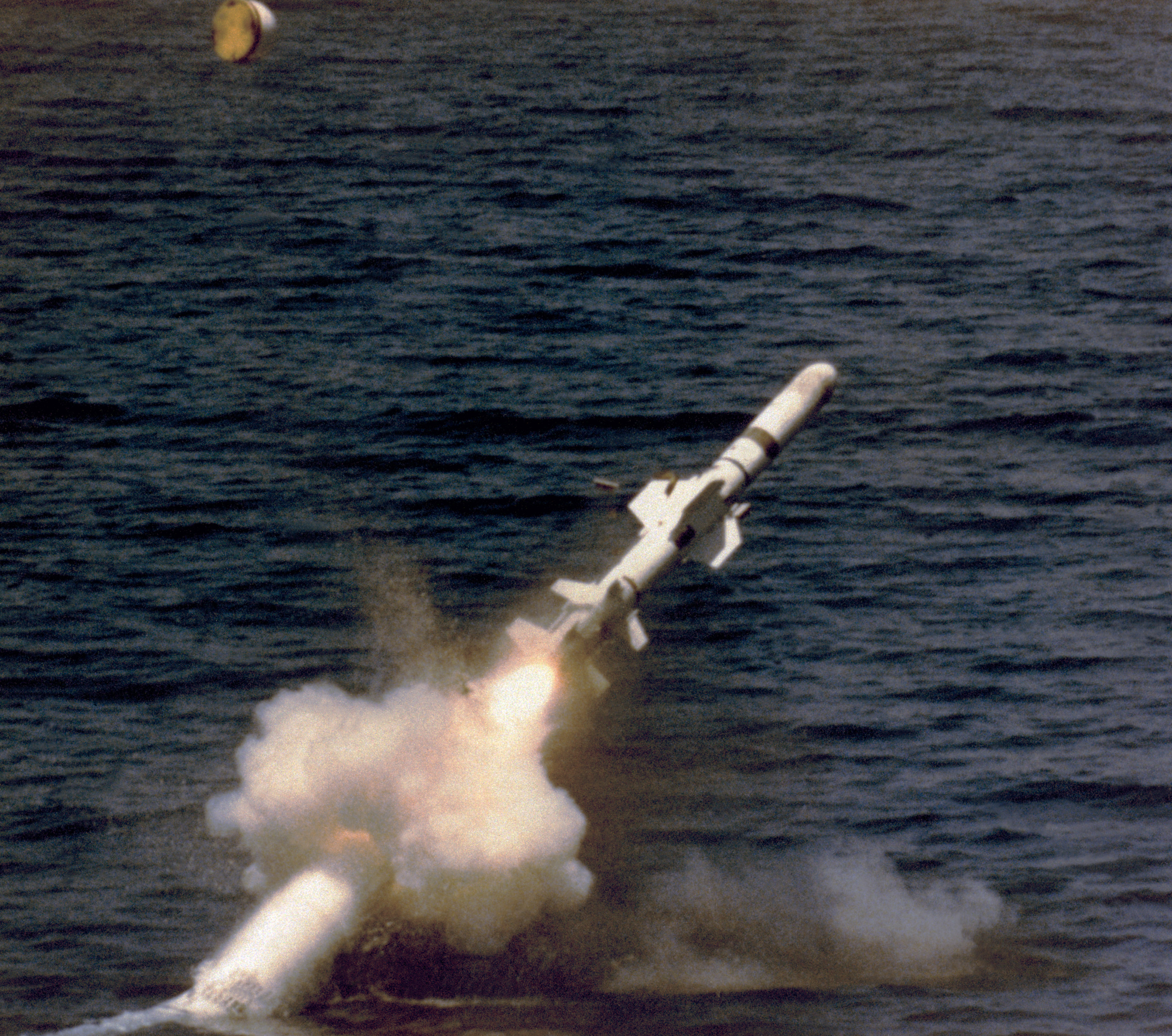
Bulldog beim Start

BanditEin Flugzeug, das gemäß ID-Kriterien als feindlich eingestuft wurde. Der Ausdruck beinhaltet keine Freigabe für einen Angriff / keine Feuererlaubnis.
BanzaiInformation oder Anweisung, die Taktik des Feuerns und Entscheidens anzuwenden.
Base (Zahl)Referenzzahl um Informationen wie Kurs, Höhe und Kraftstoffe anzugeben.
BayAusführen des Täuschungsmanövers wie besprochen.
Bead WindowLetzter Funkspruch veröffentlichte möglicherweise unautorisierte Information.
Beam(ing)Ziel wird zwischen 70° und 110° relativ zur Flugzeuglängsachse gehalten.
BeanstalkDatenlinknutzer sollen auf Falschziele acht geben.
BentDas benannte System ist inoperabel; aufgehoben durch Sweet.
BingoKraftstoffmenge die für den Rückflug zum Stützpunkt benötigt wird.
BirdFreundliche Boden-Luft-Rakete (SAM).
Bird(s) affirmHinweis der FlaRak-Stellung, ein spezifisches Ziel mit Boden-Luft-Raketen angreifen zu können.
Bird(s) awayFreundliche SAM wurde auf Ziel geschossen, vergleichbar mit Fox bei Luft-Luft-Raketen.
Bird(s) negatHinweis der FlaRak-Stellung, dass ein spezifisches Ziel nicht angegriffen werden kann. Gegenteil von bird(s) affirm.
BlindHabe den Sichtkontakt zu freundlichem Luftfahrzeug / freundlicher Boden-Einheit verloren, Gegenteil von Visual.
BlotterECM-Empfänger.
Blow throughAnweisung oder Information, im Kampf direkt auf Kurs zu bleiben, und nicht mit den Zielen Anchor(ed) zu werden.
BogeyEin Sensorkontakt dessen Identität unbekannt ist.
Bogey dopeFrage nach Zielinformationen im BRAA-Format zum angegebenen oder nächsten Ziel.
BoxGruppe/Kontakte/Formationen in einem Rechteck.
BRAADie folgende Information erfolgt im Format Peilung (Bearing), Entfernung (Range), Höhe (Altitude) und relative Peilung (Aspect).
BracketKlammer. Die Luftfahrzeuge manövrieren so, dass sich das Ziel vertikal oder horizontal zwischen den freundliche Flugzeugen befindet.
Break (Richtung)Anweisung eine Wende mit maximaler Last in die angegebene Richtung auszuführen, gilt für defensive Manöver.
BreakawayBei der Luftbetankung: Anweisung des Tankers an den Empfänger, schnellstmöglich einen vertikalen und horizontalen Abstand vom Tanker herzustellen.
Broke lockInformation, dass Radar- oder Infrarotaufschaltung beendet wurde.
BruiserFreundlicher luftgestarteter Seezielflugkörper, z. B. Harpoon.
Buddy (lase/guide)Anfrage oder Information, dass die Waffenlenkung nicht vom eigenen Flugzeug stattfindet.
Buddy lockRadaraufschaltung auf ein freundliches Flugzeug; Antwort ist buddy spike, zusammen mit Positions/Kurs/Höhe.
Buddy spikeAnzeige einer Aufschaltung eines freundlichen Flugzeugradargerätes auf dem Radarwarner; gefolgt von Position/Kurs/Höhe.
BugoutSeparation von einem bestimmten Kampf/Angriff/Operation; keine Absicht zum Wiederangriff/Wiederkommen.
BugsyEinheit führt terroristische oder auf asymmetrischen Kampf ausgerichtete Tätigkeiten aus.
BullringPatrouillengebiet eines Seeaufklärers.
BulldogFreundlicher schiffs- oder ubootgestützter Seezielflugkörper, z. B. Harpoon.
BullseyeReferenzpunkt für Positionsangaben. Die Position eines Objektes wird mit missweisender Peilung und Entfernung in nautischen Meilen von diesem Punkt gemeldet.
Bump/Bump-upSteigflug um Sicht auf ein Bodenziel bzw. auf die Zielbeleuchtung zu erhalten.
BurnZiel wird optisch/infrarot beleuchtet.
BusterAnweisung, mit maximaler Marschgeschwindigkeit zu fliegen.
ButtonRadiokanaleinstellung.

### C

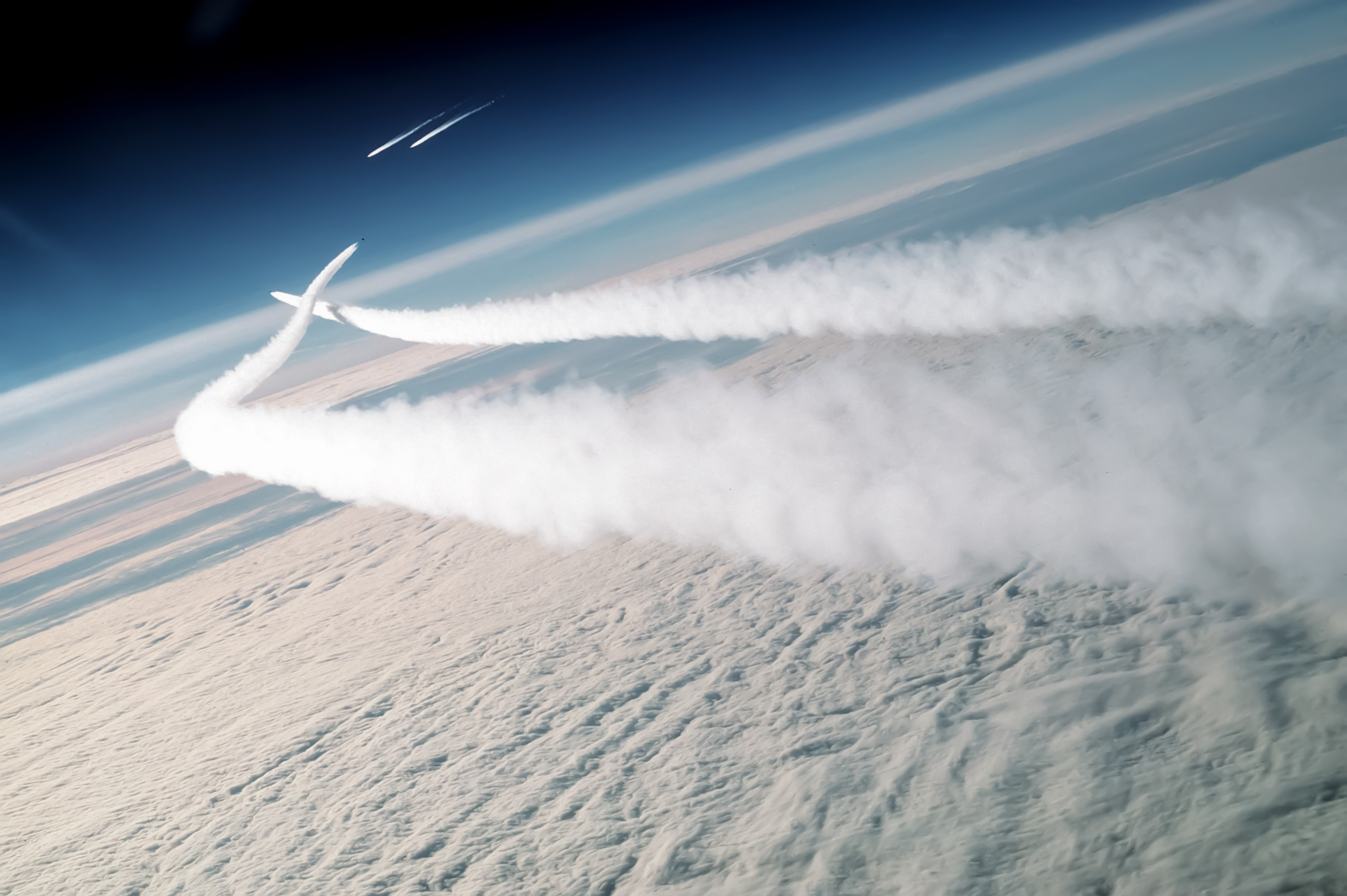
Cons von zwei MiG-29. Zwei F-15 versuchen ein Bracket-Manöver

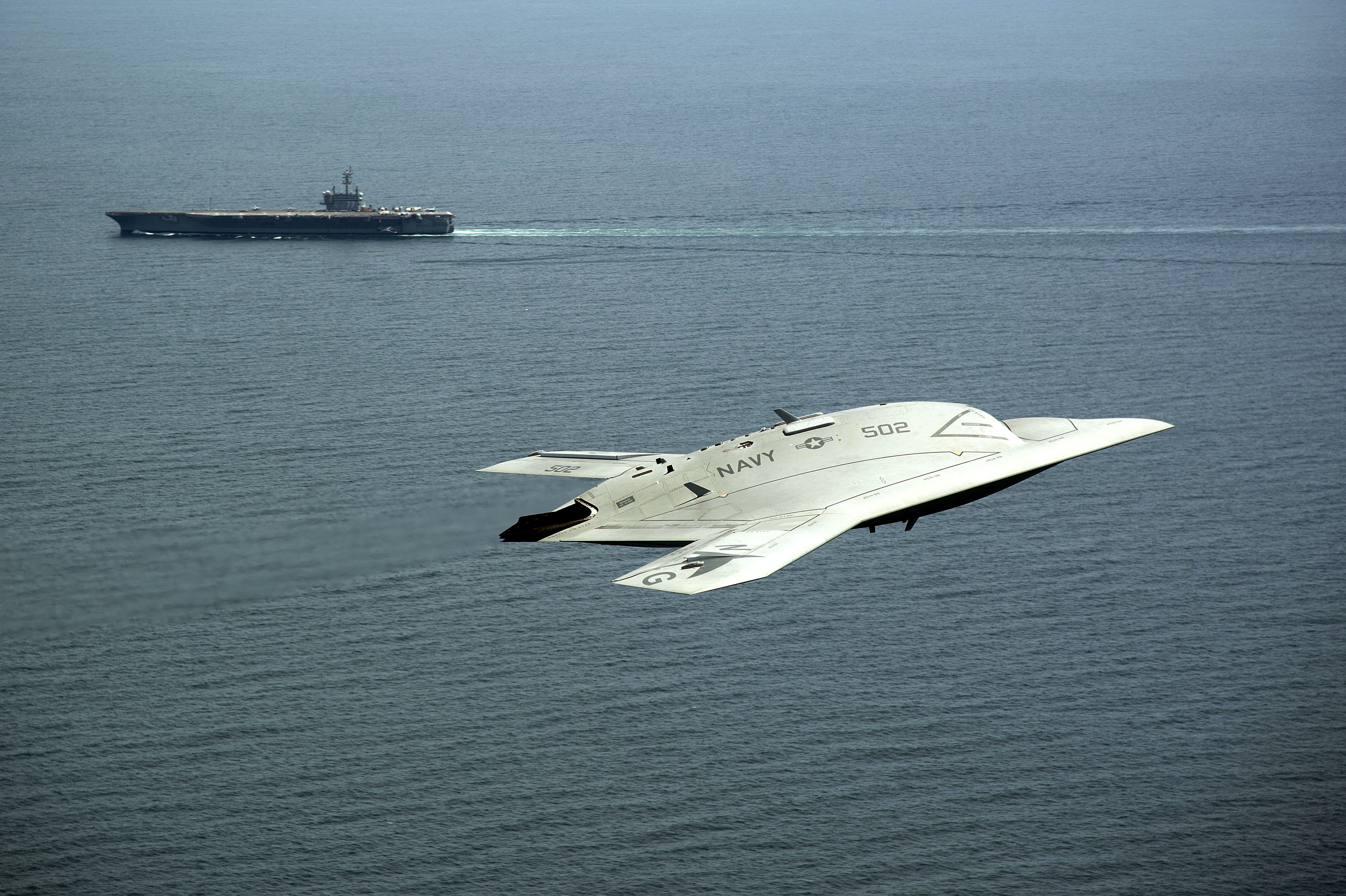
Cyclops mit Mother

CandygramInformation, dass Zielinformationen für die Elektronische Kampfführung verfügbar sind.
CanyonSetze EloGM gegen Radar ein.
Cap(ping)Ein Luftüberwachungseinsatz an einem spezifischen Ort.
(Ziel/Objekt) CapturedFlugzeugbesatzung hat das Bodenziel identifiziert und kann es mit einem bordeigenen Sensor verfolgen.
CAV-OKICAO-Begriff für fast wolkenfrei unter 5.000 Fuß (1500 m), Sichtweite mindestens 6 nm (11 km), keine Stürme erwartet.
Cease Fire/EngagementFeuer einstellen und/oder nicht schießen; Abfangen beenden, wenn Waffen im Flug sind; weiter verfolgen.
ChampagneEin Angriffsmuster von drei Gruppen, bei denen zwei vorne, und eine hinten sind.
Charlie
1. Erwartete Landezeit auf dem Schiff
2. Anweisung, auf dem Schiff zu landen.
3. Verzögerung der Turnaround-Zeit; z. B. Charlie Ten für 10 Minuten.

ChattermarkStarte mit gebrieften Kommunikationsprozeduren, um Störmaßnahmen zu begegnen.
CheapshotDatenverbindung zu aktiv suchendem Flugkörper brach ab, als das Bordradar von hoher Pulswiederholrate auf mittlere wechselte.
Check turn (left/right)Grad nach links oder rechts, und halte neuen Kurs.
Checkprint (Track #)
1. Mehr Informationen zu einem speziellen Track sollen gesammelt werden.
2. Zielinformationen wurden bestätigt.

CherubsFlughöhe freundlicher Flugzeuge in hundert Fuß über Boden.
ChicksFreundliches Flugzeug.
Clam (Name)Emissionen des Systems sollen eingestellt werden.
Clean
1. Keine Sensorinformationen über Gruppe von Interesse.
2. Kein sichtbarer Gefechtsschaden.
3. Flugzeug trägt keine Außenlasten.

ClearedAngefrage Aktion ist autorisiert.
Cleared hot/to engageWaffeneinsatz ist autorisiert.
CliffEloGM-Störsignal.
CloakAnweisung oder Information, zur Umstellung von normaler Außenbeleuchtung auf verdeckte, nur mit Nachtsichtgeräten (night vision device, NVD) sichtbare Beleuchtung. Die Positionslichter werden abgeschaltet.
ClosingAbnehmende Entfernung.
Cold
1. Angriffsgeometrie führt dazu, dass man hinter dem Ziel vorbeifliegt.
2. Eine Strecke auf dem Luftüberwachungseinsatz, wo die Nase von der Bedrohungsrichtung wegzeigt.
3. Kein Beschuss im Gebiet erwartet.

ColorAnfrage nach Information zu einem System an einem bestimmten Punkt.
Comeback (Richtung)Anweisung/Information zurückzufliegen.
Come offAnweisung so zu manövrieren, dass die gegenseitige Unterstützung wieder gewährleistet wird, oder um Flugpfade zu entwirren; setzt Visual und Tally voraus.
Commit(ted)Kampfflugzeug beabsichtigt anzugreifen/abzufangen; der Controller gibt weitere Informationen.
ConfettiDüppelspur oder Düppelkorridor.
ConfidenceVertrauen, z. B. in ID.
Cons/ConningThreat oder bogey hinterlässt Kondensstreifen.
Contact (Pod)
1. Sensorkontakt an der genannten Position.
2. Bestätigt Sichtung des spezifizierten Referenzpunktes.
3. Ziel wird mit Pod erfasst.

ContainerRechteckformation.
ContinueWeiterführung des bisherigen Manövers; der Ausdruck impliziert nicht, dass das Ziel angegriffen werden sollte.
Continue dryWaffeneinsatz nicht autorisiert.
CrankF-Pole-Manöver; das Ziel wird an den Rändern des Radarerfassungsbereiches weiter verfolgt.
Criss CrossNeuer Track durch ESM-Peilungen ermittelt. Siehe auch Phantom.
CrossingZwei Gruppen kreuzen ihren Flugpfad.
CruiseFlug mit Marschgeschwindigkeit; nach Buster oder Gate.
CurveEloGM-Täuschsignal.
CutoffAnfrage oder Anweisung, einem Ziel den Weg abzuschneiden.
CyclopsJede Art von unbemanntem Luftfahrzeug.

### D

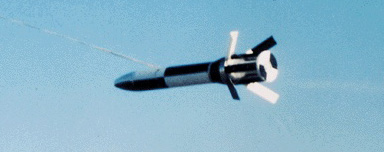
Gassi gehen mit Dog vom Typ ALE-55

Dash (#)Flugzeugposition in der Formation. Wird verwendet, wenn das Rufzeichen unbekannt ist.
DataStandby für Datenlinkinformationen über Objekt an genannter Position.
DeadeyeHinweis eines luftgestützten Laserzielmarkierers, dass das System nicht funktioniert.
DeclareAnfrage nach der Identität von spezifischen Tracks/Zielen/Gruppen. Antwort Friendly, Bogey, Bandit; Hostile, Unable, Clean oder Furball.
DeclutterReduzierung der Grafiken auf dem Display, damit das Objekt von Interesse nicht verdeckt wird.
DeepTiefe Staffelung von drei oder mehr Gruppen, analog zu Wide.
DefendingFlugzeug ist in einer defensiven Position und manövriert gegen eine Boden-Luft-Bedrohung.
DelouseAnweisung unbekannte Flugzeuge hinter freundlichen Maschinen zu entdecken, zu identifizieren und anzugreifen.
DeltaSpare Kraftstoff an angegebener Höhe und Position, während auf dem Schiff gearbeitet wird.
DeployAnweisung, zu einer gebrieften Position zu manövrieren.
DetailsAnfrage, den 9- oder 15-Liner bei Luftnahunterstützung zu bekommen.
DiamondsIR-Ereignis an der Oberfläche.
DirtyLink ist unverschlüsselt.
DivertWeiterflug zur alternativen Basis.
DogSchleppstörsender.
DollyLink 4.
(System) Down (Ort/Richtung)Emitter sendet nicht mehr. Das bedeutet nicht, dass er zerstört wurde.
Drag/dragging
1. (USAF) Ziel wird im vorderen ±60° Konus gehalten.
2. (Navy) Ziel wird im hinteren ±60° Konus (120° bis 240°) gehalten.

Drop/dropping
1. Anweisung oder Information, ein spezifisches Ziel/Emitter nicht mehr zu beobachten und weiter zu suchen.
2. Entfernung des Emitters/Ziels vom taktischen Bild; z. B. Drop Track 5.

DuckAbtauchen und Geschwindigkeit erhöhen.
DufferEinheit mit Ausrüstung zur Emitterpeilung.

### E

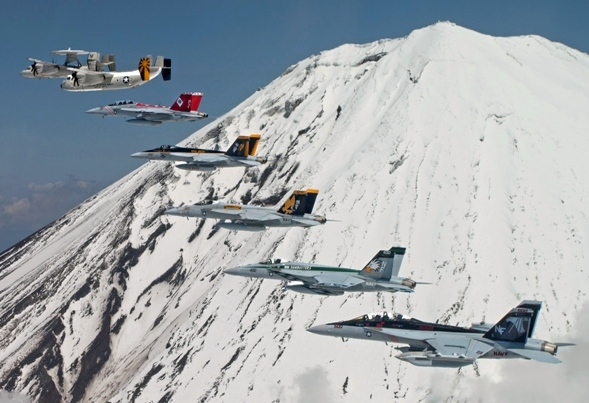
Echelon-Formation

EchelonFormation von Gruppen oder Kontakten mit Flügelmännern etwa 45° abseits hintereinander.
EchoPositive SEESAW/electronic warfare weapons system (EWWS)/System M/Mode X Antwort.
EmptyKeine interessanten Emitter entdeckt.
EngageFeuer auf das Ziel eröffnen.
EngagedManövrieren eines Kampfflugzeuges mit dem Gegner im Sichtbereich, um Unklarheiten zu vermeiden.
EstimateSchätzt Größe, Entfernung, Höhe oder andere Parameter; impliziert eine Degradierung, sodass eine Schätzung nötig wird.
ExtendKurzes Manöver um Energie/Entfernung/Trennung zu gewinnen; normalerweise mit der Absicht wieder anzugreifen. Meist wird die Richtung angegeben, z. B. extend north für ein kurzes Manöver nach Nord.
Eyeball
1. Kampfflugzeug mit der Primäraufgabe, Ziele visuell zu identifizieren.
2. Elektrooptische Erfassung eines Flugzeuges. Normalerweise gefolgt von der Zahl der entdeckten Maschinen.

### F

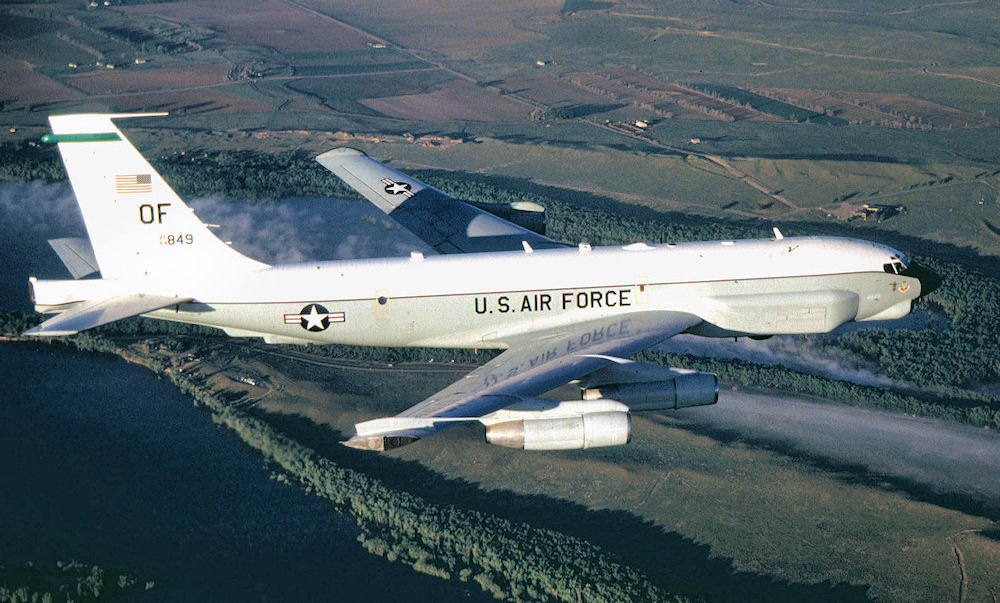
Ferret Typ Boeing RC-135 mit Feet dry

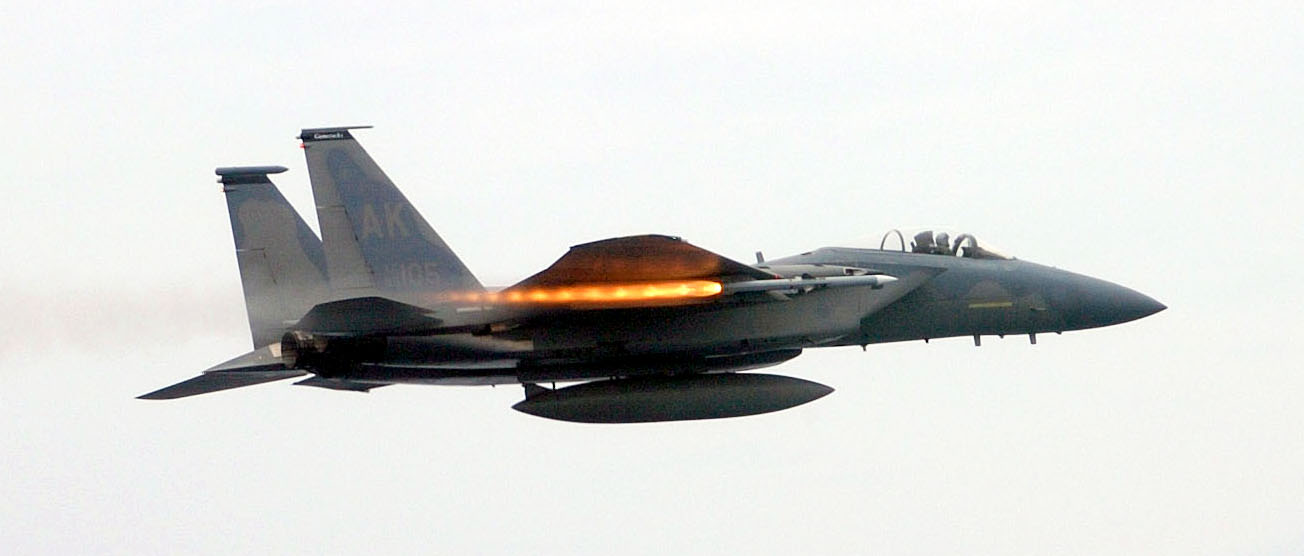
Fox Three!

FadedRadarkontakt geht verloren.
FakerFreundlicher Track, der zu Übungszwecken als Hostile gilt.
Fan () Tack ()Linke und rechte Grenze des Sektors, der gestört werden kann.
FeelerSchiffsgestütztes Feuerleitradar.
Feet wet/dryFlug über Wasser/Land.
Fence (in/out)Setze Cockpitschalter zum Betreten/Verlassen des Kampfgebietes. Steht für Fire-control, Electronic countermeasures, Navigation, Communication, Emitters.
FerretLuftgestütztes SIGINT-Aufklärungsflugzeug.
Flank/flanking
1. (USAF) Ziel wird zwischen 120° und 150° bzw. 240° und 270° gehalten.
2. (Navy) Ziel wird zwischen 30° und 60° bzw. 330° und 300° gehalten.

FlareTäuschkörpereinsatz mittels sog. IR-Täuschkörper gegen infrarotgelenkte Effektoren.
Flash (System)Temporäres aktivieren des Systems, z. B. Nachbrenner, IFF usw.
FlashlightAnweisung an den eskortierten Helikopter, seinen IR-Bodenscheinwerfer zu aktivieren, damit er besser von Eskortflugzeugen gesehen werden kann.
FlavorVisuell identifizierte Nationalität eines Kontaktes.
Float(ing)Anweisung oder Information, die Formation lateral bis zu den Grenzen des Sichtbereiches auseinanderzuziehen, um Radarkontakt zu halten oder die Verteidigung vorzubereiten.
Fox (Nummer)Simulierter/Echter Schuss mit einer Luft-Luft-Rakete
One – Semi-aktiv radargelenkte Lenkwaffe, z. B. Sparrow.
Two – Infrarotgelenkte Lenkwaffe, z. B. Sidewinder.
Three – Aktive radargelenkte Lenkwaffe, z. B. AMRAAM.
(#1) (#2) ship – Salve von (#Flugkörpern) auf (#Ziele), einer pro Ziel. Fox two four ship sind vier infrarotgelenkte Flugkörper, einer pro Ziel.
2nd Fox (three) – Salve von mehreren Flugkörpern vom Typ Fox (one/two/three) auf ein Ziel.
Fox MikeVery high frequency (VHF) / Frequency Modulated (FM) Radio.
Freeze BurnFixierung des optischen/infraroten Illuminators in der gegenwärtigen Position.
FriendlyAls freundlich identifizierter Kontakt.
Fuel State (Zeit)Verbleibende Flugzeit eines Helikopters in Stunden und Minuten, bis eine Notlandung fällig wäre.
FurballKurvenkampf, in dem freundliche und feindliche Flugzeuge vermischt sind. Kann die Antwort auf Declare sein.

### G

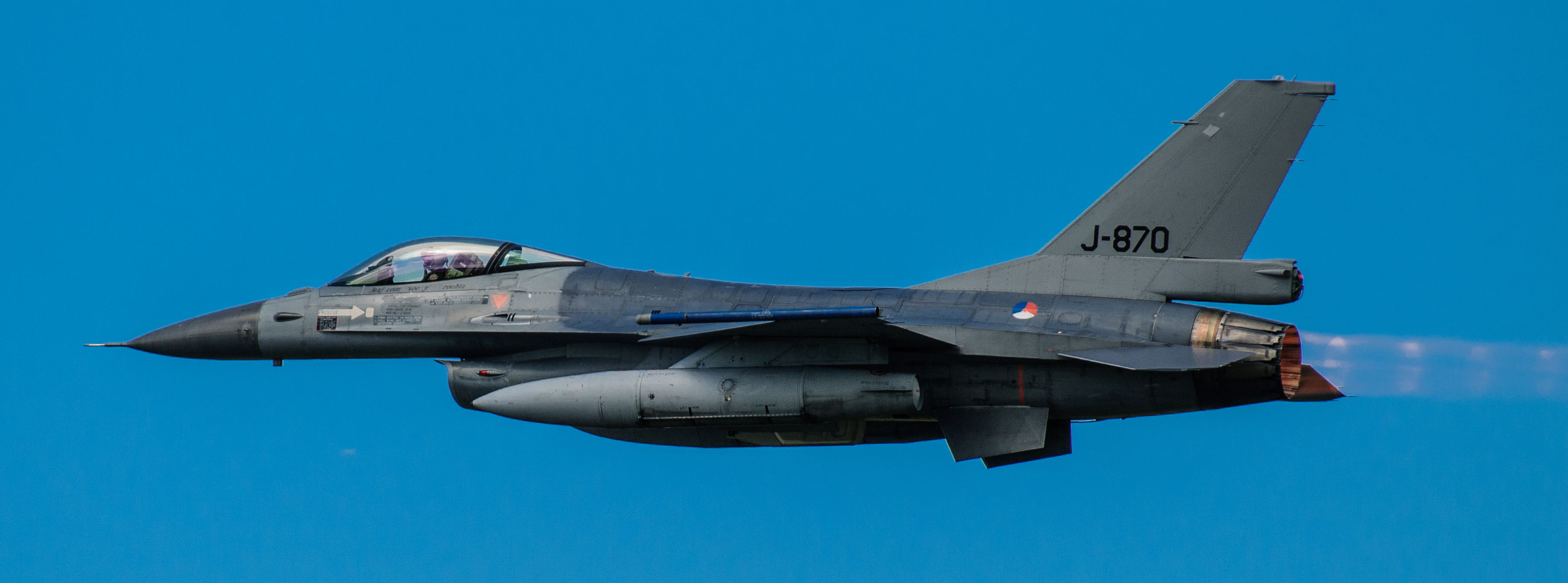
Gate 2-4-4: Fliege mit Höchstgeschwindigkeit Kurs 244

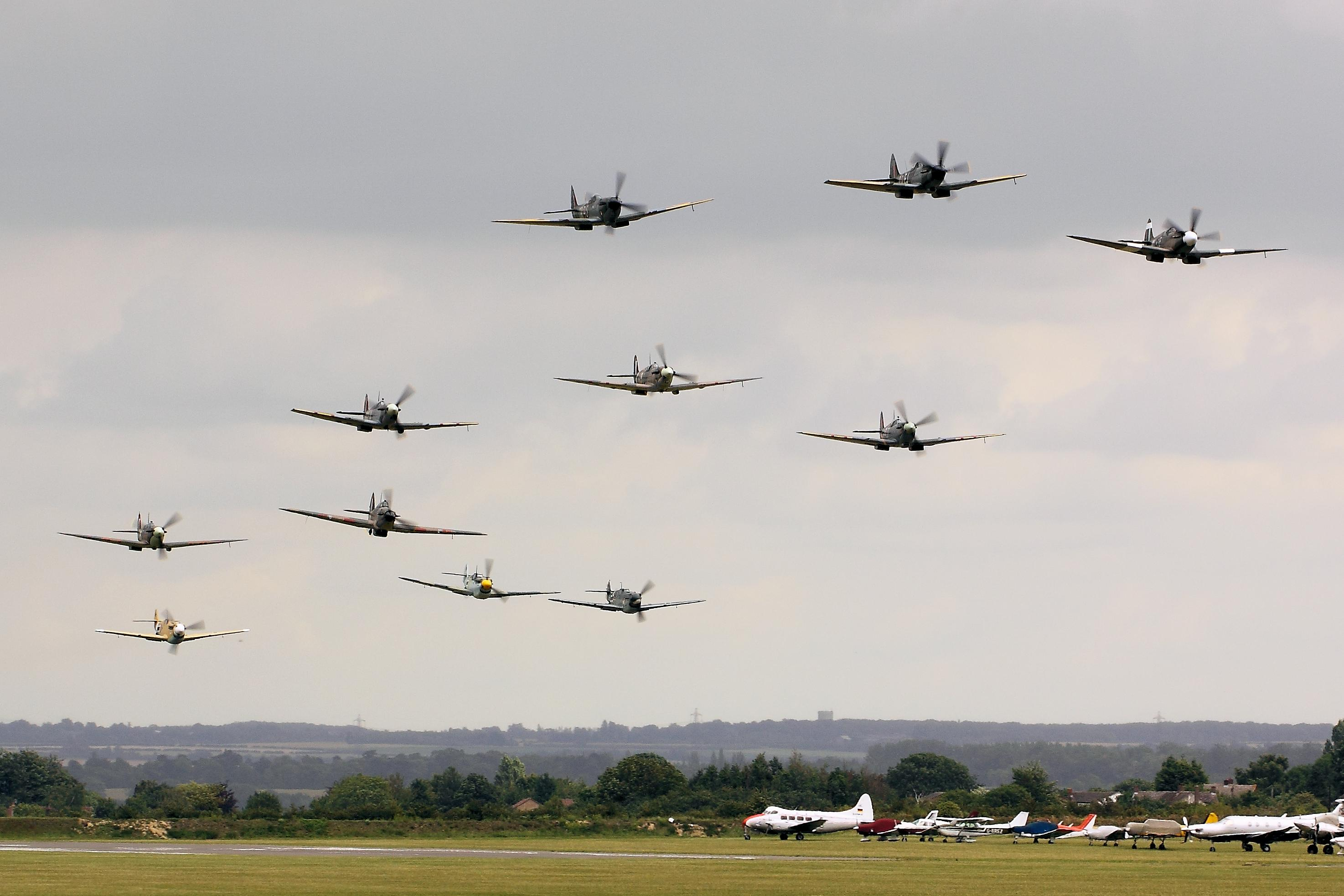
Gorilla group bei einer Flugschau

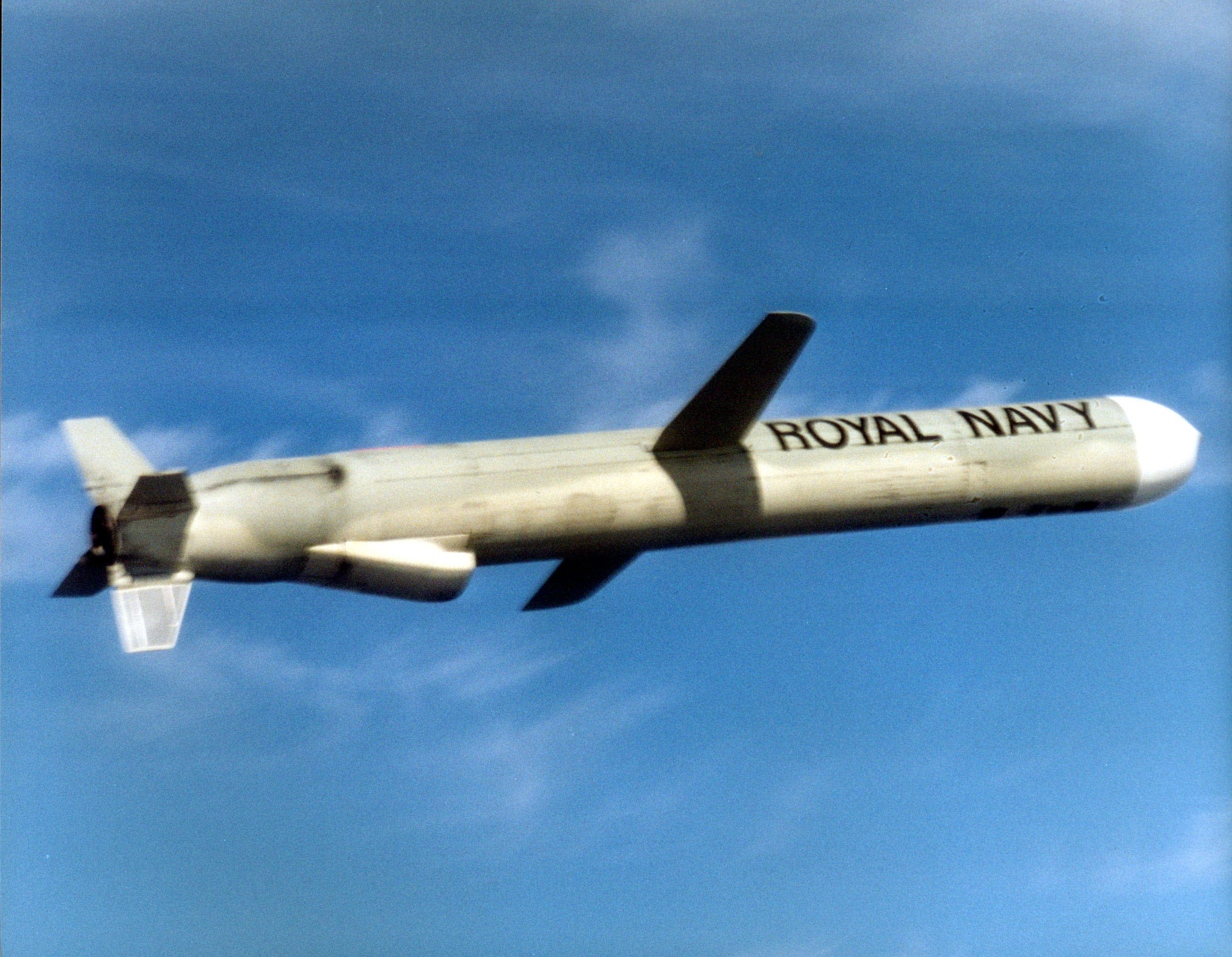
Greyhound vom Typ BGM-109 Tomahawk unterwegs

Gadabout (#)Mindestflughöhe, über der keine (Boden-Luft-)Bedrohung mehr zu erwarten ist. Gadabout 25 meint über 25.000 Fuß (7620 m).
GadgetRadar oder anderer Emitter.
GateAnweisung oder Information, dass mit Höchstgeschwindigkeit geflogen werden soll. Hier wird der Nachbrenner eingesetzt.
GenieSystem wendet EloSM-Techniken an.
GimbalRadarziel erreicht Elevations- oder Azimutlimit der Antenne.
GingerbreadStimmenimitaton wird möglicherweise im Funkkreis eingesetzt.
Go activeEinwahl in das Funknetz mit Frequenzsprungverfahren.
Go broadcastWechsle zu broadcast control format.
Go clearNutze unverschlüsselte Sprachübertragung.
Go secureNutze verschlüsselte Sprachübertragung.
Go tacticalWechsel zu taktischer Kontrolle im Luftkampfraum.
GoodwillReichweitengrenze freundlicher Flugkörper.
GopherKontakt fliegt nicht auf einem sicheren Korridor.
GorillaGroße Gruppe, deren Zahl und Formation nicht bestimmt werden kann.
GrandslamAlle hostile Flugzeuge einer Zielspur (oder eines Missionszieles) müssen abgeschossen werden.
Green (Richtung)Richtung, welche die geringste feindliche Luft-Luft-Aktivität erwarten lässt.
GreyhoundFreundlicher Marschflugkörper, z. B. Tomahawk.
GridironStörsignale erscheinen auf dem Sichtgerät und verhindern zeitweise die Entfernungs- und Winkelbestimmung zum Ziel.
GroupRadarziele sind maximal 3 nm (5556 m) voneinander entfernt.
GunsEinsatz der Bordkanone.

### H

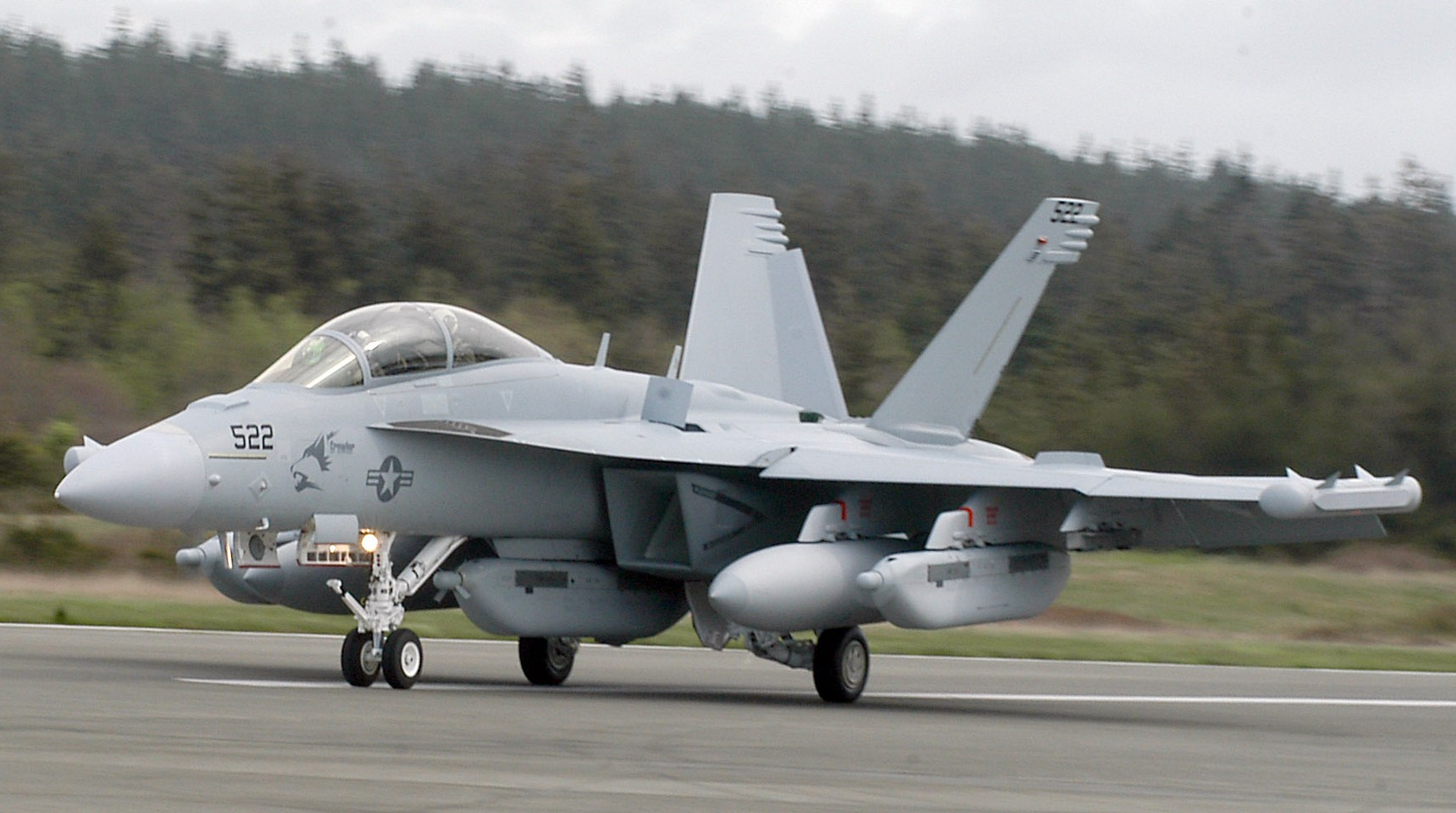
EF-18G: Hooter

HandshakeLink 16 Verbindung wurde aufgebaut.
Hard (Richtung)Anweisung, eine Wende mit maximaler dauerhafter Wenderate in die angegebene Richtung auszuführen, gilt für defensive Manöver.
Heads upAlarmruf aufgrund einer interessanten Aktivität.
HeavyEine Gruppe oder Package mit mehr als drei Entitäten.
HighÜber 40.000 Fuß (12.000 m) über mean sea level (MSL).
Hit(s)
1. Radarechos von Luftzielen.
2. Waffeneinschlag auf dem Boden innerhalb des Vernichtungsradius.

Hold downAnweisung den Sender zu speichern, um ihn anpeilen zu können.
Hold fireNotfallmeldung, das Feuer auf ein Ziel einzustellen. Lenkwaffen im Flug werden zerstört.
Holding handsFlugzeuge in sichtbarer Formation.
HollowDaten über Link nicht erhalten.
Home plateStationierungsstützpunkt oder Träger.
Hook (Links/Rechts)Anweisung mit Richtungsangabe, eine 180° Wende zu fliegen.
HooterFreundlicher Störsender.
HostileEin Kontakt wurde als feindlich identifiziert, Feuerfreigabe gemäß den Rules of Engagement.
Hot
1. Angriffsgeometrie führt dazu, dass man vor dem Ziel vorbeifliegt.
2. Eine Strecke auf dem Luftüberwachungseinsatz, wo die Nase in Bedrohungsrichtung zeigt.
3. Kontakt im Bereich von ±20° oder 160° bis 200° relativ zum eigenen Flugzeug.
4. Waffeneinsatz beabsichtigt oder abgeschlossen.
5. Waffeneinsatz im Gebiet durch feindliche oder eigene Kräfte erwartet.

Hotel foxHigh Frequency (HF) Radio.
HoundogHinweis eines Kampfflugzeuges, dass es sich in Schussdistanz befindet.
HushBefolge Emissionsprotokoll.
HuskyAktiv radargelenkte Waffe ist in der Entfernung, wo sie ihren Sucher aktiviert.

### I
ID
1. Anweisung das Ziel zu identifizieren.
2. Identifikation durchgeführt, gefolgt vom Typ.

In (direction)Information, dass eine Wende zum Gegner geflogen wird, bzw. Zielanflug auf Bodenziel.
IndiaMode IV.
In place (Richtung)Simultanes Manöver in Richtung.
InterrogateAusführen einer IFF-Abfrage.
InterveneEin Luftziel aus einer Flugverbotszone usw. abdrängen.
In the darkZiel im Radarschatten oder kann durch Radar nicht erreicht werden.
IntruderEin Streuner in der Nähe des Einsatzgebietes, der SIGINT betreiben könnte oder den Einsatz stören.
Investigate(Selbsterklärend)

### J
JackalGruppe nimmt am Link 16 Netzwerk teil.
JammerNichtfreundlicher Störsender.
JelloInverse Synthetic Aperture Radar.
JinkUnvorhersehbares Manöver, um die Zielverfolgung zu erschweren.
JokerKraftstoffstatus über Bingo, bei welchem Trennung/Bugout/Einsatzende beginnen sollte.
JudyFlugzeugbesatzung hat Radar oder visuellen Kontakt zum Ziel und führt das Abfangen nun selbstständig aus; der Controller wird seine Funksprüche minimieren.

### K
Kick (Frequenz)Wechsle Radio oder Datenlink zum angegebenen Kanal.
Kick (Kurs) AddVersetze die Einheit in die angegebene Richtung mit maximaler Leistung, um sich vom Gegner zu lösen.
Knock it offAnweisung, den Luftkampf im Training einzustellen.

### L

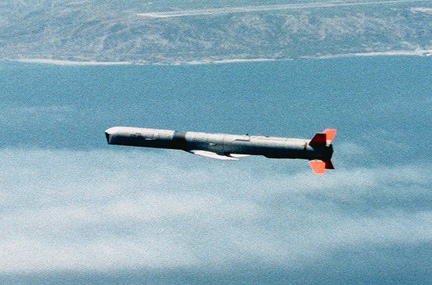
AGM-84H: Long Rifle

LadderDrei oder mehr Gruppen/Kontakte in Reichweite.
Lame DuckFlugzeug mit Schwierigkeiten.
LaserPlattform kann laserzielmarkieren.
Laser onAnweisung, die Laserzielbeleuchtung zu beginnen.
LasingDer Sprecher lasert.
LastC2-Ausdruck, dass die Flughöhe des letzten Kontaktes von einer zuverlässigen Quelle (z. B. Kampfflugzeugradar) erfolgte. Relevant bei 2D-Radaren.
Lead-trailFormation, in der zwei Kontakte einander folgen.
Leaker(s)Luftbedrohung, welche durch den Verteidigungsgürtel gebrochen ist. Meist gefolgt von weiteren Informationen.
Lean (Richtung)Anweisung an die Gruppe in neue Richtung zu fliegen, Rest (z. B. Formation, Geschwindigkeit, Höhe) bleibt gleich.
LevelKontakt auf gleicher Höhe.
Lights on/offAnweisung die externe Beleuchtung ein/aus zu schalten.
LightbulbAlle Positionslichter hell schalten.
Line abreastZwei Kontakte einer Gruppe die Seite an Seite fliegen.
LinerFlug mit Geschwindigkeit für maximale Reichweite.
LockedRadaraufschaltung.
Long rifleWeitreichende Luft-Boden-Rakete, z. B. SLAM-ER.
Looking(Selbsterklärend)
Lost contactSensorkontakt verloren.

### M

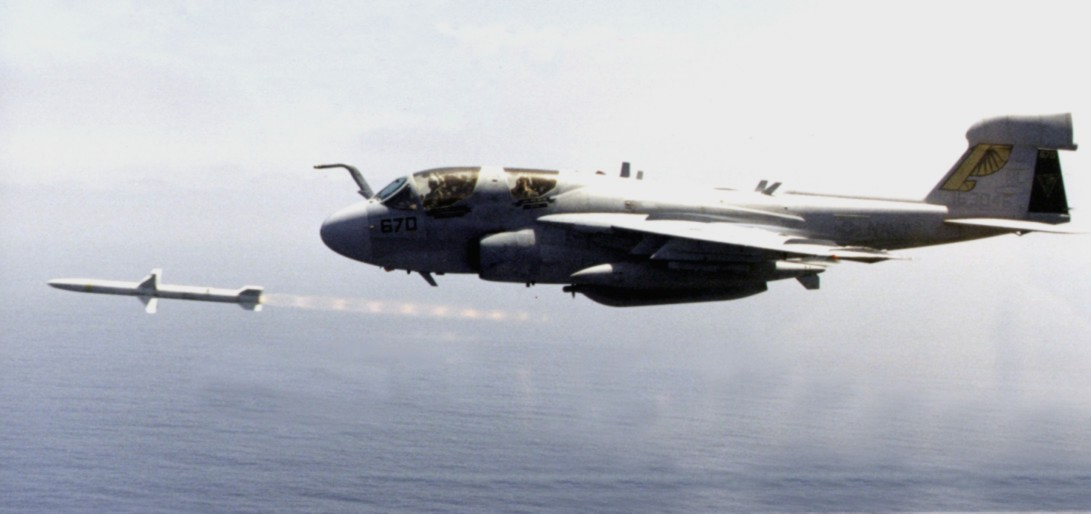
Magnum!

MaddogStart einer Fox-Three gegen ein Ziel im Sichtbereich.
Magnum (System/Ort)Start einer Anti-Radar-Rakete wie HARM. Die Ansage ist z. B. Magnum SA-2 northeast, wenn eine HARM auf die SA-2-Stellung im Nordosten abgefeuert wird.
Maneuver ()Spezifizierte Gruppe manövriert nach (Azimut/Entfernung/Höhe)
ManfredHinweis, dass der Emitter (Sender/Radar) aus Gründen der nationalen Sicherheit nicht eingesetzt werden kann.
MappingRadar im Luft-Boden-Modus.
Mark
1. Zeiche den Ort des Objektes von Interesse auf.
2. Leuchtspurgeschoss/Rauch/Gefechtsfeldbeleuchtung, um das Ziel für Flugzeuge/Bodentruppen zu markieren.

MarkingFreundliche Flugzeuge hinterlassen Kondensstreifen.
MarkpointÜbertrage geographischen Punkt per Datenlink, der nicht designiert wurde.
Marshal(ling)Festlegen eines spezifischen Punktes.
Match sparkleIR-Punkt drüberlegen.
Merge(d)
1. Information, dass freundliche Einheiten und Ziele sich auf Sichtbereich genähert haben.
2. Radarkontakte sind nun innerhalb der Entfernungs- / Winkelauflösung des Radars.

MickeyHave Quick time-of-day (TOD) Signal.
MidnightInformation, dass C2 (Command & Control) nicht länger verfügbar sind; Gegenteil von Sunrise.
Miller timeAngriff auf Bodenziel beendet; wird vom letzten Flugzeug einer Angriffswelle durchgegeben, um mit dem Rückzug zu beginnen.
MinimizeFunkkreis wird saturiert/gestört, weniger reden.
MonitorBeobachtung einer Gruppe mit Sensoren.
MotherMutterschiff.
Move burn (Kurs)Bewege EO/IR-Illuminator auf angegebenen Kurswinkel.
Mover(s)Unidentifizierte bewegte Objekte am Boden.
Mud (Typ/Richtung)Bodenemitter auf dem Radarwarner, gefolgt von Typ und Richtung.
MultipleVerschiedene Stationen senden mit derselben Frequenz.
MusicEinspielen von Falschzielen (EloGM).

### N
NailsLuftemitter auf dem Radarwarner, gefolgt von Typ und Richtung.
NakedNichts auf dem Radarwarner.
Near-FarFlugzeuge in einer Gruppe sind nach Entfernung getrennt.
Negative ContactKein Sensorkontakt zu freundlichem Flugzeug.
Negative LaserFlugzeug empfängt keine Laserenergie.
New pictureWird vom Controller oder Flugzeugbesatzungen verwendet, wenn sich die taktische Lage geändert hat. Hebt alle vorherigen Anweisungen auf, neue Befehle folgen.
NeutralEin identifiziertes Ziel, dass weder mit noch gegen die eigenen Kräfte arbeitet.
No factorKeine Bedrohung.
No joyKein Sichtkontakt mit Target/Bandit/Landschaftsmerkmal; Gegenteil von Tally.
Notch (Richtung)Flugzeug manövriert, um einer Radar-Bedrohung auszuweichen. Hierbei wird im rechten Winkel zur Radarbedrohung geflogen um evtl. auf dem gegnerischen Radar nicht mehr angezeigt zu werden. (Dopplernotch)

### O
OccupiedBodenziele sind im Zielgebiet. Gegenteil von vacant.
Off (Richtung)Angriff wird abgebrochen, und in die angegebene Richtung manövriert.
Offset (Richtung)Manöver in eine bestimmte Richtung.
On stationFlugzeug hat zugewiesene Position erreicht.
OpeningAnsteigende Entfernung.
Orbit(ing)Halte gegenwärtige oder zugewiesene Position.
Out (Richtung)Information, dass eine Wende zu Cold geflogen wird, relativ zu einem Threat/Target.
OutlawBogey hat Herkunftsort-Bestimmungen der Rules of Engagement erfüllt.

### P

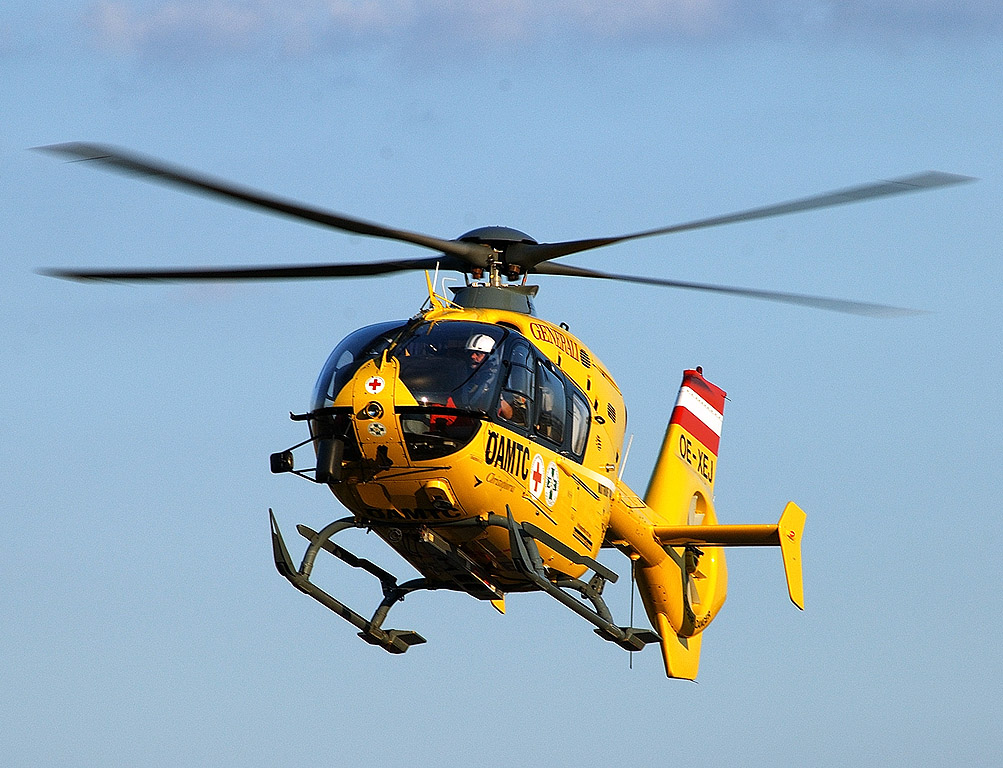
Pedro

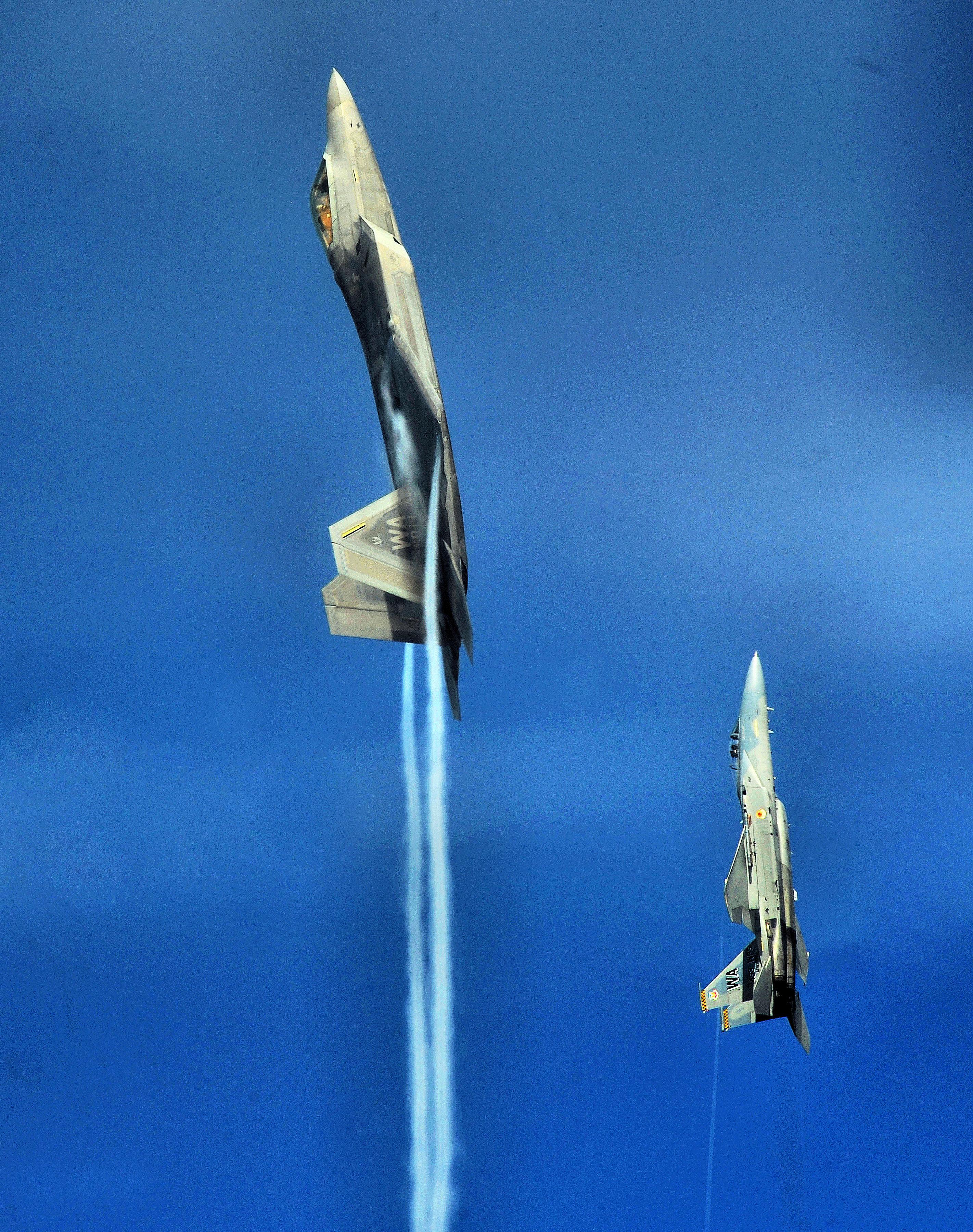
Pitchback

PackageGeographisch isolierte Ansammlung von Gruppen/Kontakten/Formationen.
PacmanDas Ende der feindlichen Formation wurde entdeckt, Kampfflugzeuge konvergieren darauf zu. Blue 4 is Pacman 290/5nm bedeutet, dass Blue 4 an Position 290/5 nm das Ende der feindlichen Formation anfliegt.
PadlockedBesatzung kann die Augen nicht vom Ziel nehmen, ohne Tally/Visual zu verlieren.
Paint(s)Korrekte Antworten einer Gruppe auf IFF-Abfrage.
Pan (LEFT/RIGHT/UP/DOWN)Bewege den abbildenden Sensor nach links/rechts/oben/unten.
Pancake (Wunsch)Landewunsch mit Grund, z. B. Pancake ammo.
ParrotIFF-Transponder.
PassingZwei Gruppen mit Abstand passieren einander.
PedroRettungshubschrauber.
PhantomEin Track des Ziels konnte durch Anpeilung feindlicher Störsignale errechnet werden. Siehe auch Criss Cross.
PictureLiefere taktisches Bild zur Missionserfüllung.
PigsGleitwaffen, z. B. JSOW oder SDB.
PigeonsMagnetkurs und Entfernung zur Homeplate.
PillowPulswiederholrate, identisch mit Slope.
Pince(r)Bedrohungen manövrieren für einen Zangenangriff.
PitbullFox-Three ist aktiv und verfolgt das Ziel autonom.
Pitch(back) (left/right)Kursänderung um 180° durch hochziehen.
PlaymateKooperierendes Flugzeug.
PlaytimeZeit, die das Flugzeug im Einsatzgebiet verbringen kann.
(#1) Pogo (#2)Wechsle zu Kanal #1. Wenn keine Verbindung hergestellt werden kann, welchsle zu #2. Wenn ebenfalls keine Verbindung aufgebaut wird, welchsle zum Ursprungskanal.
PondFühre EloGM-Angriffsplan durch.
PointPunkt oder Track, der über den Datenlink kommt.
Polar BearFreundliches Flugzeug hat Visual/Contact zu einer freundlichen Gruppe und schließt sich an.
Pop

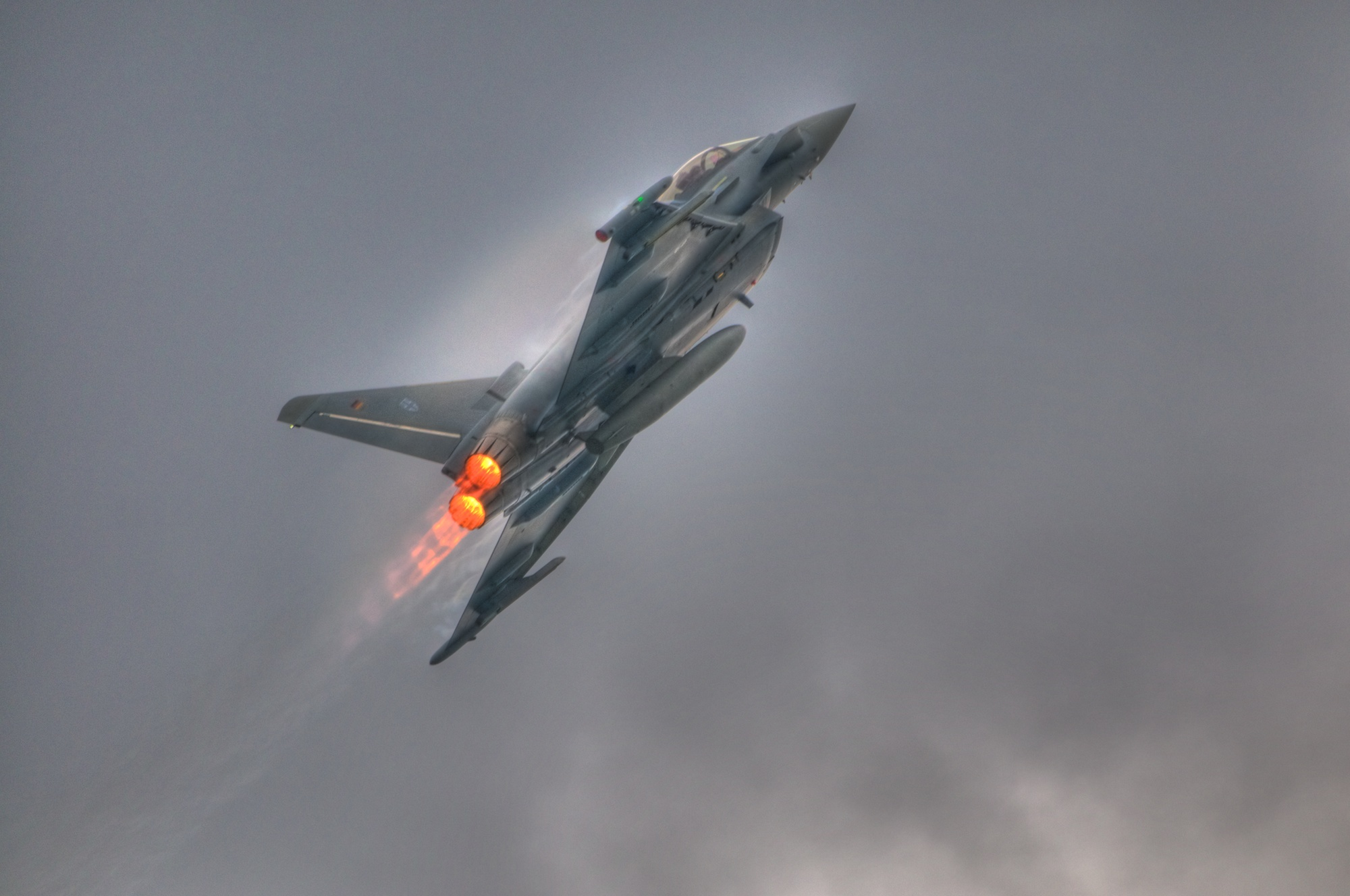
Pop: Steigflug mit maximaler Leistung

1. Starte Steigflug für Bodenangriff.
2. Steigflug mit maximaler Leistung.

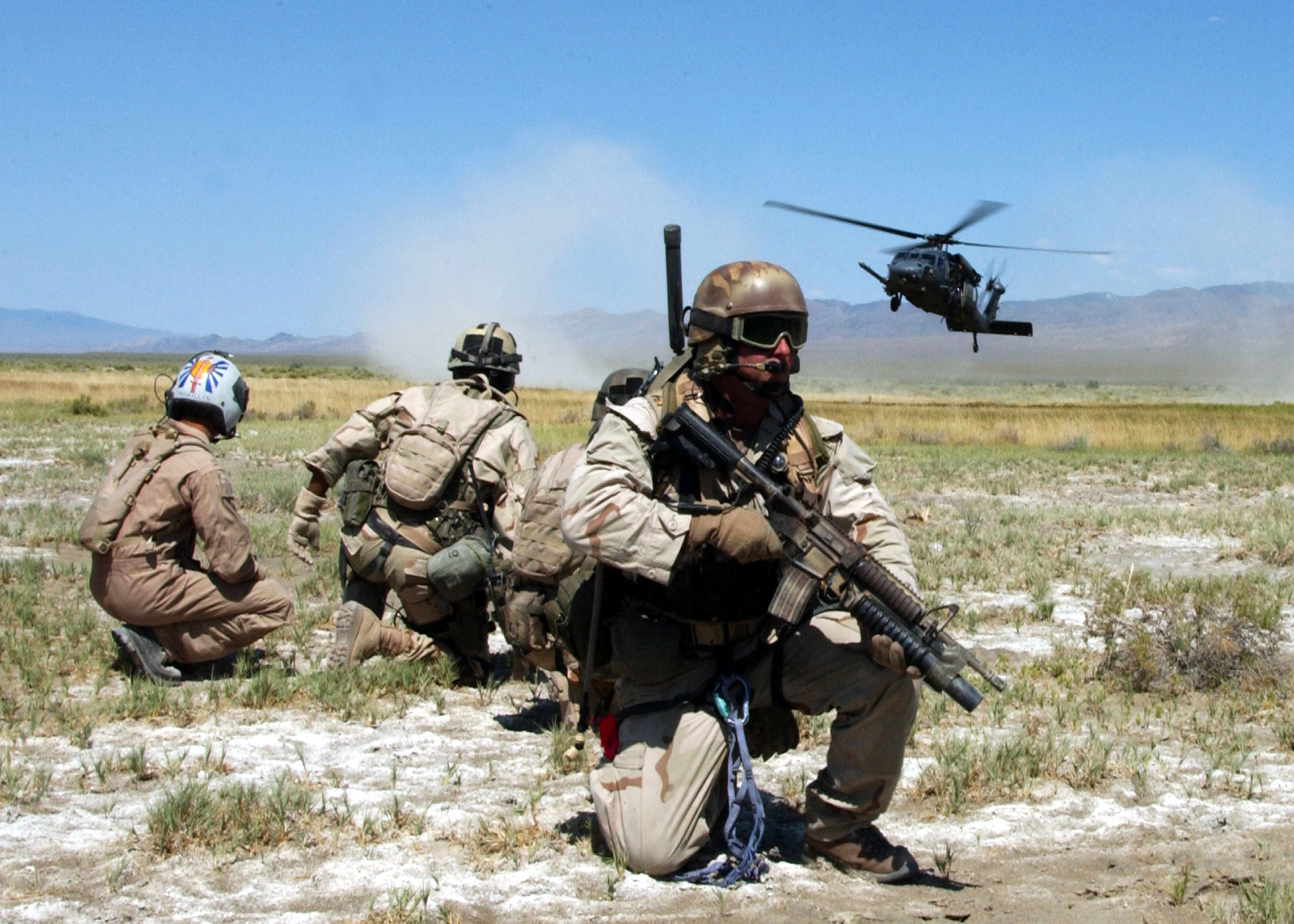
CSAR nimmt einen Piloten auf: Popcorn plus one

PopcornCSAR verlässt die Landezone und gibt die Zahl der aufgenommenen Personen an, z. B. String 1, Popcorn plus 2 wenn String 1 zwei Personen aufnahm.
PopeyeFlug in den Wolken oder Umgebung mit reduzierter Sicht.
Pop-up
1. Gruppe taucht plötzlich auf dem Schirm auf.
2. Flugabwehrstellung wird gemäß Rules of Engagement plötzlich aktiv gehen.

PositAnfrage nach der Position von Freunden; Antwort als Landschaftsmerkmal oder Referenzpunkt.
Post attackAnweisung, was nach dem Angriff/Abfangen getan werden soll.
Post holeSchnelle Abwärtsspirale.
PressAnweisung weiter anzugreifen, die gegenseitige Unterstützung bleibt erhalten.
Print (Typ)Aktive Non-Cooperative Target Recognition (NCTR) Antwort, z. B. Print Su-30.
PulseBeleuchtung einer gegnerischen Stellung mit flackernder IR-Energie.
PumpManöver um die Annäherungsrate zu einer Bedrohung oder zu einem Landschaftsmerkmal zu minimieren, mit der Absicht wieder anzugreifen.
Puppies (text)EMCON-Plan wird modifiziert.
PureAnweisung oder Information, auf pure pursuit (= Nase wird im Kurvenkampf auf das gegnerische Flugzeug gerichtet) zu gehen. Mittelweg zwischen Cold und Hot.
Push (Kanal)Wechsle auf Kanal.
Pushing
1. Verlasse zugewiesenen Punkt.
2. Gruppen gingen Cold, werden aber weiter beobachtet.

### Q
QuailFeindliche Luft-Boden-Rakete.

### R

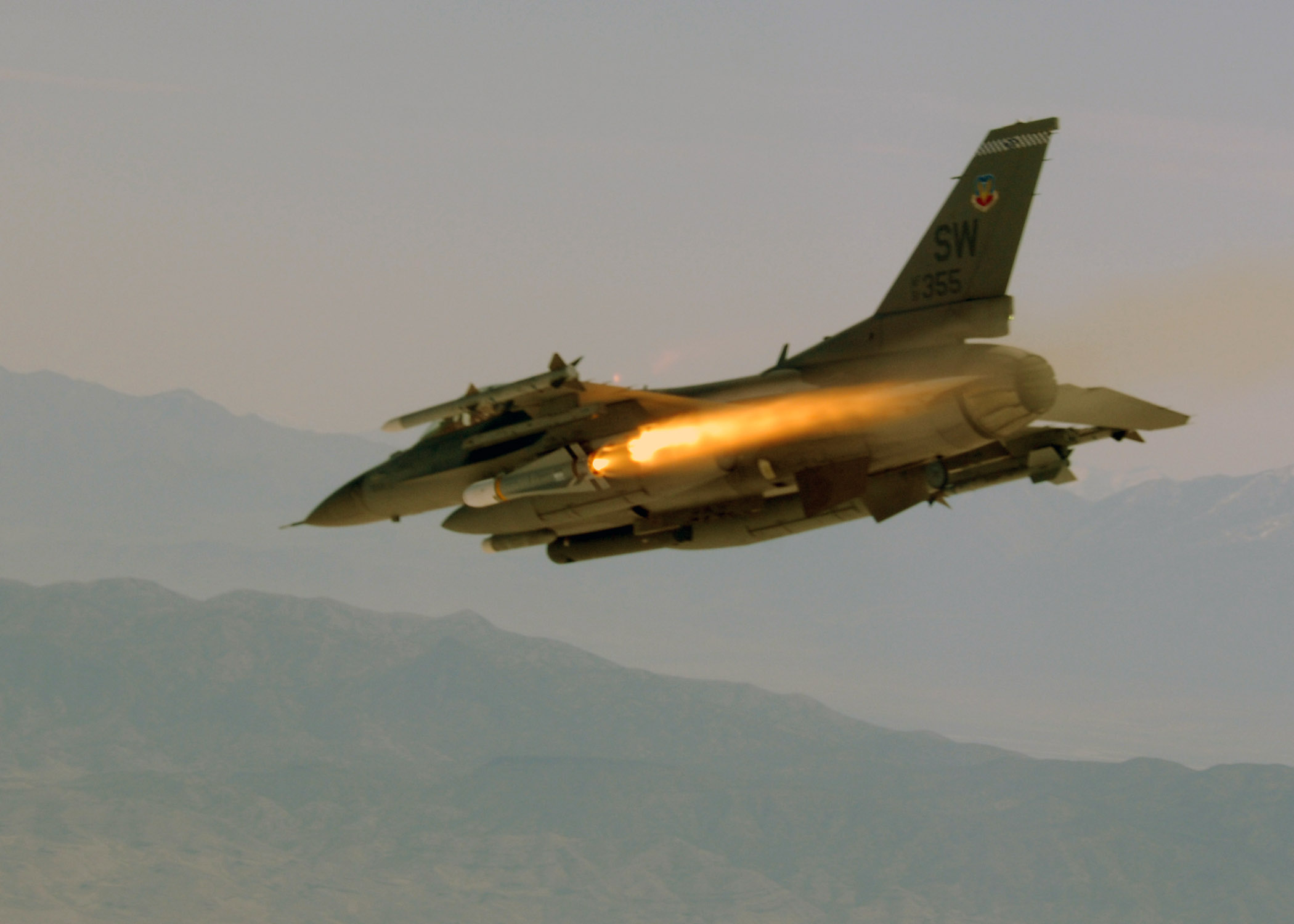
Rifle!

RacketAbgefangenes elektromagnetisches Signal, das zu einem Track gehört.
RangeZwei oder mehr Gruppen, die sich auf demselben Winkel in unterschiedlicher Entfernung befinden.
RaygunAufschaltung eines unbekannten Flugzeuges mit Radar; ist quasi eine Anfrage nach buddy spike.
Red LightZeit, ab der das SAR-Fluggerät nicht länger SAR-Aufgaben wahrnehmen kann.
Reference (Richtung)Anweisung angegebenen Kurs einzunehmen.
RenegadeZiviles Flugzeug, möglicherweise von Terroristen entführt, um als Waffe eingesetzt zu werden.
RentMelde die Charakteristika eines abgefangenen elektronischen Signales.
Reported (text)Information kommt von einer externen Quelle.
ResetWeiterflug zu gebrieften Position oder Einsatzgebiet.
RestakeNeuer Stake.
ResumeLetzte Formation/Station/Mission wird wieder aufgenommen.
RetrogradeAnweisung sich zurückzuziehen und dabei defensive Manöver gegen Bedrohungen auszuführen.
RiderEin Bogey der sich in einem sicheren Korridor bewegt.
RifleFreundliche Luft-Boden-Rakete, z. B. Maverick wird abgefeuert.
RippleSalvenschuss, bei dem zwei oder mehr Waffen in kurzem Abstand auf ein Ziel verschossen werden.
RogerFunkspruch erhalten
Rolex (±time)Zeitabweichung vom Briefing; Rolex +3 bedeutet, dass das Ziel/Ereignis drei Minuten später erreicht wird.
RopeEin IR-Pointer wird von den Bodentruppen kreisend auf das Flugzeug gerichtet, damit der Pilot die Position freundlicher Bodentruppen entdeckt.
RotatorMoving Target Indication hat eine rotierende Radarantenne entdeckt.
RoverPlattform kann Videos downstreamen.
RumbaEigenes Flugzeug manövriert, um die Entfernung zum Ziel anpeilen zu können.

### S

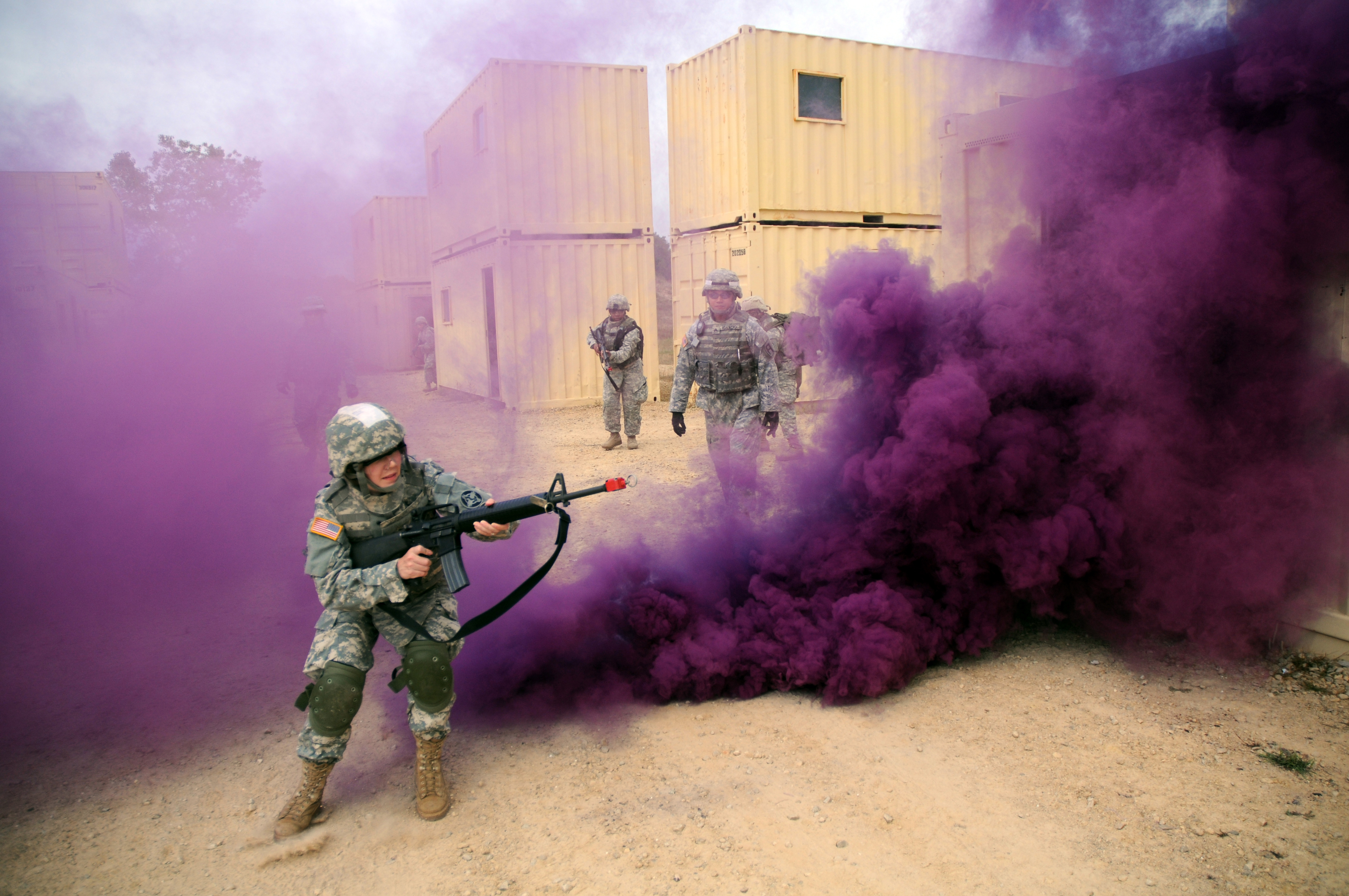
Smoke an eigener Position

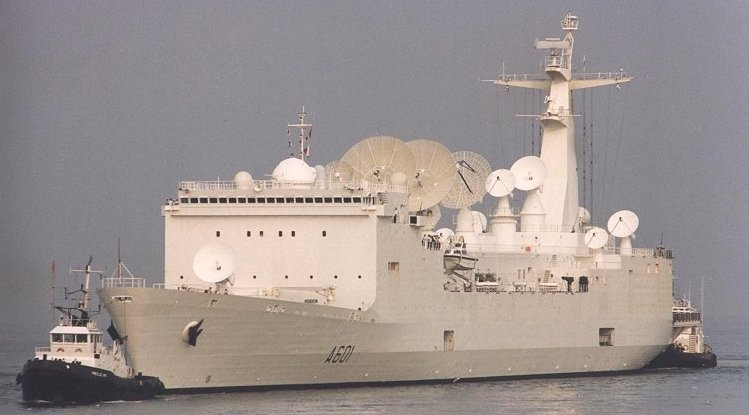
Die Monge, ein Sneaker

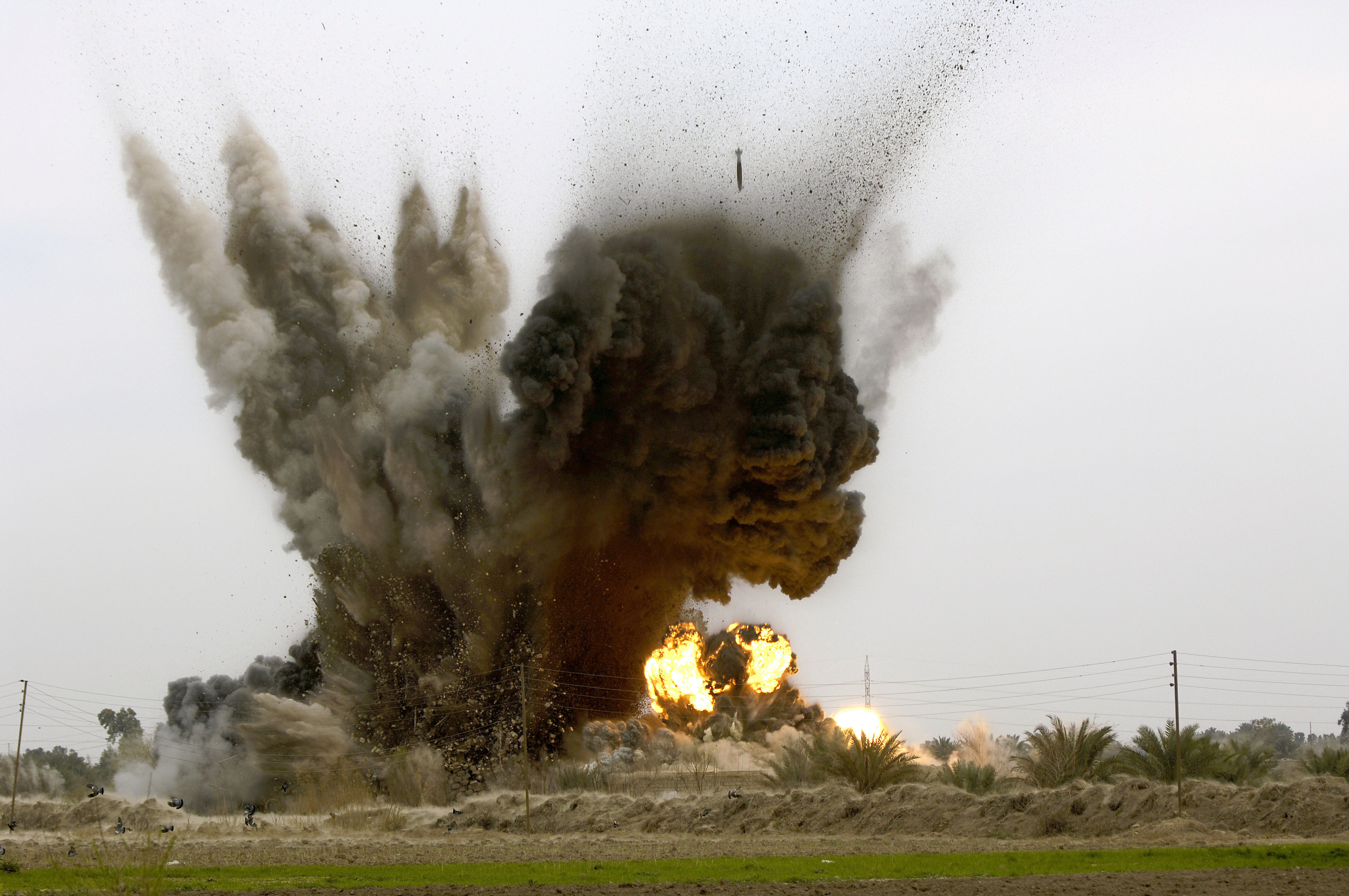
GBU-38 Splash

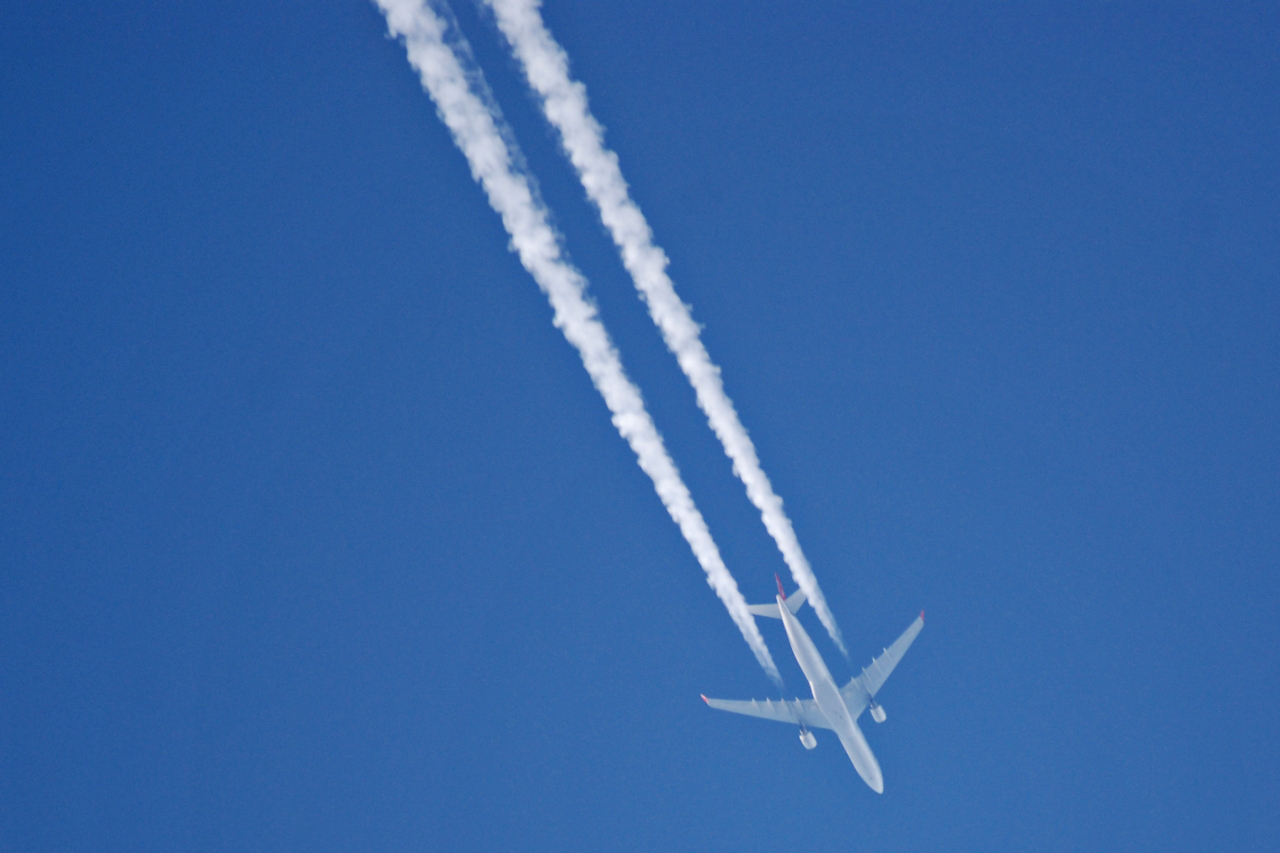
Stranger

SaddledInformation, dass der Flügelmann wieder die Position in der Formation eingenommen hat.
SAM (Richtung)Visuelle Auffassung einer Boden-Luft-Rakete.
SameBesatzung hat dieselben Informationen wie gerade gesagt.
SandwichedFreundliches Flugzeug/Gruppe ist zwischen feindlichen Flugzeugen/Gruppen.
SaunterFliege mit bester Ausdauer.
ScanSuche Sektor nach Kontakten ab.
Scram
1. Eigene Einheit ist in Gefahr, Rückzug in angegebene Richtung. Unterstützung ist nicht zu erwarten.
2. Abbruch des Abfangvorgangs, weil FlaRak oder Kampfflugzeuge das Ziel bereits bearbeiten.

ScrambleAbheben, so schnell wie möglich.
ScrubMoving Target Indication legt langsames, tief fliegendes Luftziel nahe.
ScudJede Art von taktischer ballistischer Rakete.
SeparateVerlasse ein Gefecht.
SeparationZwei Gruppen sollen sich trennen.
Set (Zahl)Geschwindigkeit ist/soll sein in Knoten oder Mach.
ShackleFlugpfade kreuzen sich; manövrieren um Formation anzupassen oder beizubehalten.
Shadow (Name)Folge angegebenem Ziel.
ShiftÄndere Energie von Radar/IR/Laser/Sonstiges.
ShooterFlugzeug/Einheit, das Waffen einsetzen wird.
ShoppingAnfrage an C2 (z. B. AWACS) nach einem Ziel.
ShotgunWaffenstatus aus dem Briefing, bei dem z. B. mit bugout begonnen wird.
Side-SideGruppe, deren Einheiten in Azimut verteilt sind.
(System) Silent
1. System ist zurzeit nicht verfügbar.
2. Datenlink nur auf Empfang stellen.
3. Sendestation sendet nicht.

Singer (Typ/Richtung)Radarwarner meldet Raketenstart.
SingleEine Gruppe, ein Kontakt usw.
SkateFühre Taktik des Launch-and-Leave aus.
Skip itEinspruch zu commit, gefolgt von weiteren Anweisungen.
SkoshFlugzeug kann keine Fox-Three einsetzen, z. B. keine geladen oder alle verschossen.
SkunkUnbekannter Kontakt auf der Wasseroberfläche.
Slapshot (Typ/Kurswinkel)Anweisung eine Anti-Radar-Rakete auf das Ziel zu schießen, z. B. Slapshot SA-10 bearing 3-1-2.
Slice(back) (links/rechts)Kursänderung um 180° mit Höhenverlust, siehe auch Pitch(back).
SlideWeiterführung der bisherigen Mission aber Abflug von Station aufgrund von Bedrohung.
Slip(ping)Zeitverzögerung bis zum individuellen Ereignis.
SlopePulswiederholrate, identisch mit Pillow.
SlowZiel mit 150 bis 400 kn (280 bis 740 km/h).
SmackWaffenfreigabe für Luft-Boden-Waffen.
Smash (on/off)Anweisung Kollisionslichter an/auszuschalten.
SmokeRauchmarkierung an einer Position.
SnakeEin IR-Pointer wird kreisend auf ein Ziel gerichtet. Siehe auch Rope.
Snap (Group/heading)
1. Anfrage für BRAA zu einer genannten Gruppe, mit dem Wunsch sich ihr anzuschließen.
2. Schnellstmögliche Kursänderung auf den angesagten Kurs.

Snaplock (BRAA)Radarkontakt, mit BRAA spezifiziert.
SneakerAufklärungsschiff.
Sniper (Typ/Ort/Reichweite/Kurswinkel)Anweisung einen Schuss auf eine bestimmte Flugabwehrstellung durchzuführen. Im Gegensatz zu Slapshot muss das Ziel in der Reichweite der Waffe liegen.
SnoozeStarte mit EMCON. Gegenteil von Alarm.
Sort(ed)Zuweisung von Zielen innerhalb einer Gruppe (ist abgeschlossen).
SourGegenteil von Sweet
1. Keine/Falsche Antwort auf eine IFF-Anfrage
2. Probleme mit den Netzwerkzugriff.
3. Ausrüstung arbeitet ineffektiv.

SpadesEin Radarkontakt oder eine Gruppe, die keine IFF-Modi oder Codes zur ID beherrscht.
Sparkle
1. Zielmarkierung eines IR-Pointers oder durch Leuchtspurmunition.
2. Plattform kann Ziele mit IR beleuchten.

Spike(d) (Richtung)Radarwarner meldet Flugzeugradar im Zielverfolgungsmodus.
SpinGebrieftes Manöver zur Zerstreuung ausführen.
SpitterEin gegnerisches Flugzeug verlässt den Kampf und damit ggf. den Einsatzbereich des eigenen Verfolgers.
Splash(ed)Ziel zerstört bzw. Waffeneinschlag.
SplitFlugzeug verlässt die Gruppe, um ein Ziel anzugreifen.
SpooferEine Entität setzt elektronische oder taktische Täuschungen ein.
SpoofingInformation, dass der Gegner mitfunkt.
SpotAuffassung der Laserzielmarkierung.
Squawk (mode/code)IFF arbeitet wie angegeben.
SquakingBogey antwortet mit einem falschen IFF-Code.
StackKontakte innerhalb einer Gruppe sind durch unterschiedliche Flughöhen getrennt.
StakeReferenzpunkt für Luft-Boden-Einsätze, kann auch ein Videostream von einem Gebiet sein.
Standby
1. Mehr Informationen kommen gleich.
2. Das Eyeball-Kampfflugzeug führt eine visuelle Identifizierung des Ziels aus.

StareStelle den Laserpunktsucher auf die Laserfrequenz und das Zielgebiet ein.
StatusNachfrage an die eigene taktische Situation, oder eine Positionsmeldung der Gruppe.
SteadyAnweisung den IR-Pointer stillzuhalten.
SternAnfrage oder Anweisung für eine Abfanggeometrie, welche in den Rücken des Gegners führt.
StingerDreierformation, mit zwei zusammen vorne und einem mit Abstand hintendrein.
Stop (Burn)Beende die IR-Zielbeleuchtung.
StrangerUnidentifizierter Verkehr, der keine Rolle spielt.
Strange (text)Schalte genannte Ausrüstung ab.
StrengthNumerische Stärke einer Gruppe.
StrippedFlugzeug ist außerhalb der Formation.
Strobe(s) (Kurswinkel)Rauschstörungen aus Winkel X.
SunriseC2 ist verfügbar. Gegenteil von Midnight.
SunshineBeleuchtung des Ziels mit künstlichem Licht.
SuperÜberschall.
SweetGegenteil von Sour
1. Korrekte Antwort auf IFF-Abfrage.
2. Einwahl in das Datenlink-Netz.
3. Ausrüstung arbeitet effizient.

SweptFormation, bei der die Flügelmänner 45° hinter dem Leader Position einnehmen.
SwitchedAngreifer wechselt Ziel.

### T

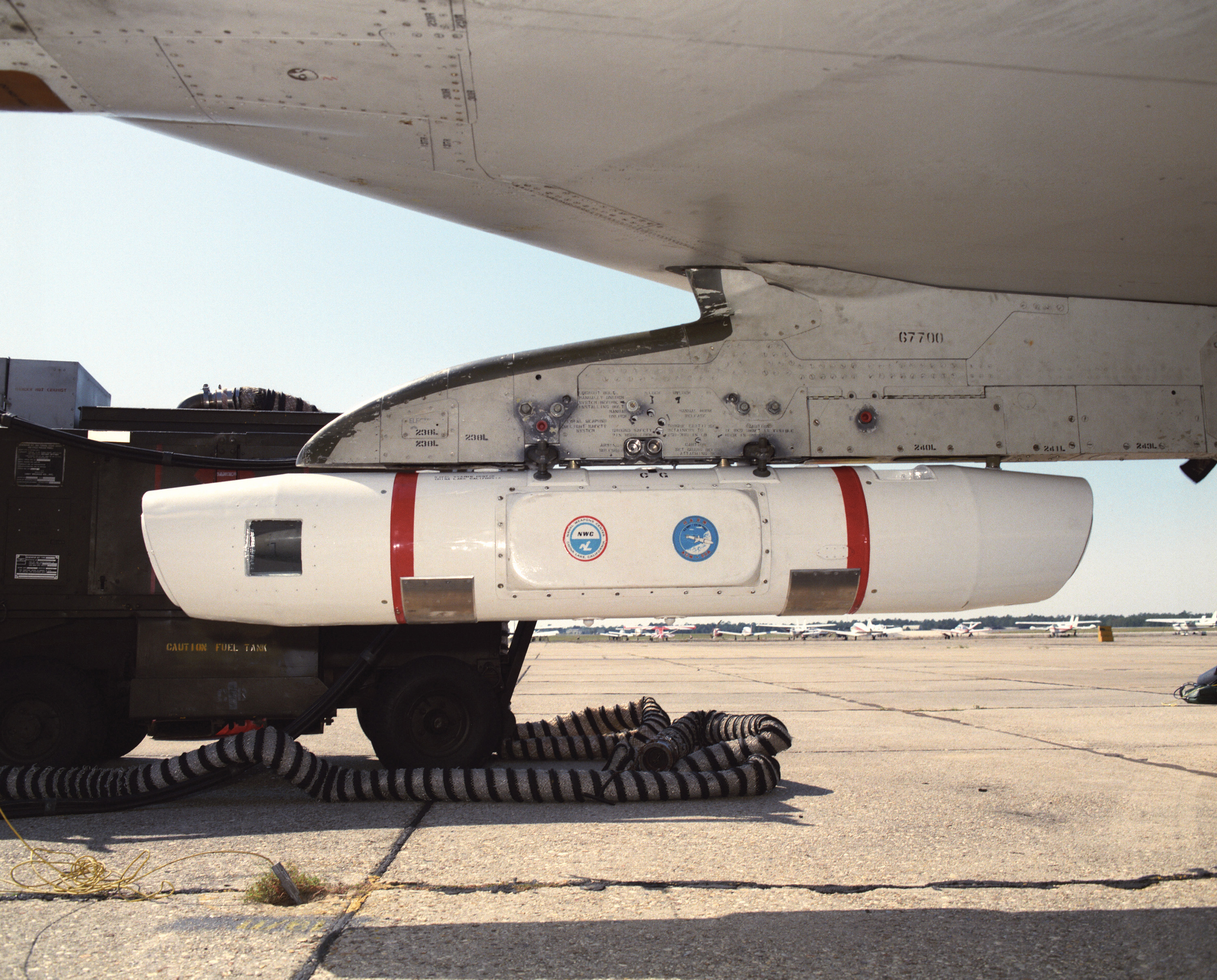
HARM Targeting Pod: Toy

Tag (System/Ort)Antwort auf Color, um Typ und Position eines Emitters zu melden.
TallySichtung von Ziel, Bandit, Bogey, oder Feindposition; Gegenteil von No joy.
Target
1. Zuweisung eines Ziels.
2. Track erfüllt die Voraussetzung, um als Ziel (Target) zu gelten.

TargetedDie Zuständigkeit der Gruppe wurde erfüllt.
Ten secondsStandby für laser on in etwa 10 Sekunden.
Terminate
1. Stoppen der Laserzielbeleuchtung des Ziels.
2. Im Training Beendigung des momentanen Gefechtes ohne die Übung abzubrechen.

Threathostile/bandit/bogey ist in einer bestimmten Reichweite zu einem Freund.
ThrottlesSchubreduzierung um Kraftstoff zu sparen und/oder die IR-Signatur zu senken.
ThunderEine Minute bis Luft-Boden-Waffeneinschlag.
TiedPositiver Radarkontakt mit Element/Flugzeug.
TigerGenug Kraftstoff und Waffen, ein commit anzunehmen.
Timber (Kanal)Link 16 (bzw. Netzwerk in diesem).
TimecheckÜberprüfe/Ändere IFF-Code.
ToggleFühre vorher vereinbarte Änderungen an der Avionik aus.
ToyHARM Targeting Pod.
Track (Richtung)Flugrichtung von Kontakt/Gruppe bezogen aus absolut Nord.
(System) Tracking
1. IR-Sensor hat aufgeschaltet.
2. Feindliche Flugabwehrstellung beobachtet eigene Kräfte.

Track Number (#)Datenlink-Ziel mit der Nummer #
TrashedFeindlicher Lenkflugkörper wurde abgewehrt.
TravelWechsle Radarfrequenz.
Trespass (System/Position)Die Gruppe fliegt in die Reichweite einer Flugabwehrstellung.
TumbleweedBeschränktes Situationsbewusstsein; no joy, blind; Frage nach Informationen.

### U
UnableKann nicht wie angefragt handeln.
UniformUltra-High Frequency (UHF) Radio.

### V

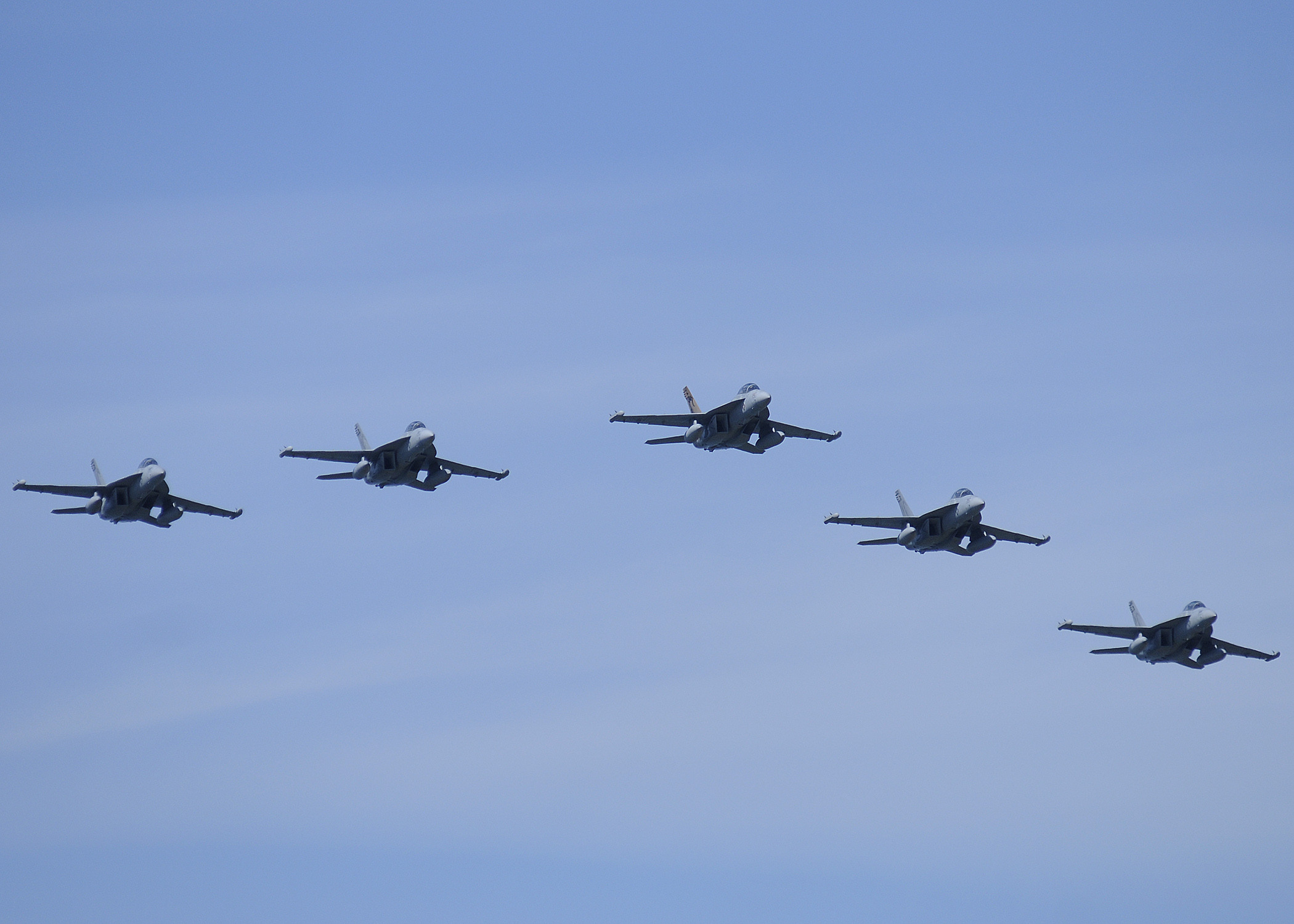
Vic-Formation

VacantBodenausrüstung nicht im Zielgebiet. Gegenteil von Occupied
VampireFeindlicher Seezielflugkörper.
VectorWechsle Kursangabe von real Nord zu magnetisch.
Very fastÜber Mach 1,5.
Very lowUnter 1000 Fuß (300 m).
Very slowUnter 150 kn (280 km/h).
VicV-Formation mit Spitze nach vorne.
VictorVHF/Amplituden Modulation (AM) Radio.
VisualSichtkontakt mit freundlichen Flugzeug oder Bodentruppen; Gegenteil von blind.

### W

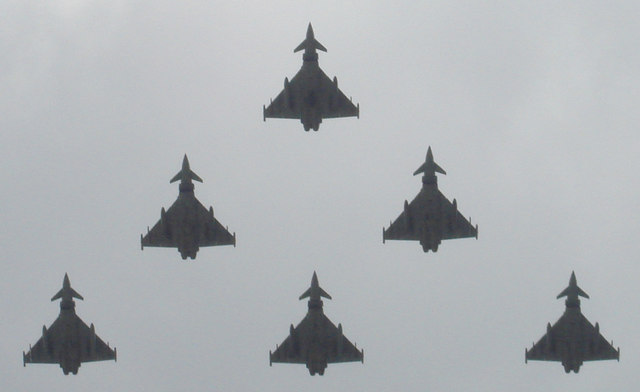
Wedge-Formation

WallDrei oder mehr Gruppen, verteilt in Azimut.
Warning (color)Luftverteidigungswarnung, feindlicher Angriff ist
RED – kurz bevorstehend oder im Gange.
YELLOW – wahrscheinlich.
WHITE – unwahrscheinlich bzw. vorbei.
WedgeKeilformation.
WeightedMehrere Formationen in einer Gruppe, mit Offset in einer Entfernung.
What luckFrage nach dem Missionserfolg.
What stateFrage nach dem Resttreibstoff und den Flugkörpern. Munition und Sauerstoff wird nur gemeldet, wenn speziell danach gefragt wird, oder der Zustand kritisch ist.
1. = Zahl der aktiv radargelenkten Waffen.
2. = Zahl der semi-aktiv radargelenkten Waffen.
3. = Zahl der infrarotgelenkten Waffen.

Minus = keine/wenige Kanonenmunition
1. = Restkraftstoff in tausend Pfund mit einer Nachkommastelle.

Die Antwort Blue Two is 3-1-2 by 7 point 5 bedeutet: 3 AIM-120s, 1 AIM-7, 2 AIM-9s, Munition für Bordgeschütz vorhanden, 7.500 lbs (3400 kg) Resttreibstoff.
WideGroße Azimutseparation der äußersten Gruppen, um mit mindestens drei Gruppen Vic, Wall zu bilden.
WilcoWerde Befehlen folgen.
WinchesterKeine Waffen mehr vorhanden.
WooferAktiver off-board Radarstörsender, z. B. GENeric eXpendable.
WordsAnweisung oder Nachfrage, um mehr Informationen zur Mission oder den Befehlen zu bekommen.
WorkingSammeln von elektronischen Emissionen zur Identifizierung und Lokalisierung von Zielen.

### Y
YardstickAnweisung, TACAN zur Entfernungsbestimmung zu nutzen.

### Z
ZapAnfrage nach Informationen über Datenlink.
ZiplipEs sollen nur kritische Informationen gesendet werden.
Zoom (in/out)(Selbsterklärend)